# Glauchau
Glauchau (im sächsischen Dialekt auch Glauche, obersorbisch Hłuchow) ist eine Große Kreisstadt im sächsischen Landkreis Zwickau. Im ehemaligen Landkreis Chemnitzer Land war sie Kreisstadt. Die Stadt hatte ihre Blüte zur Zeit der Hochindustrialisierung in Deutschland und war ein bedeutender Standort der Textilindustrie.

## Ältere Namensformen
In mittelalterlichen Urkunden werden Ort, Stadt und Burg mit verschiedenen Namensformen/Schreibweisen betitelt:
- Cluchowe (Ersterwähnung am 4. März 1240, lateinisch)[4][5]
- Gluchowe (1256, lateinisch)
- Gluchow (1335, lateinisch)
- Glauchaw (1524[6])
- Gluchaw[7]
- Glaucha (1536[8])
- Glawche (1530),[9] dies entspricht offenbar der heutigen sächsischen Aussprache als „Glauche“
- Glauchau (um/nach 1675)[10]

Wegen der Schreibweise Glaucha besteht in Urkunden Verwechslungsgefahr mit der ehemaligen Stadt Glaucha bei Halle/Saale.

## Namensursprung und Verbreitung
Der Name der ursprünglichen slawischen Siedlung „Gluchowe“ (oder „Cluchowe“) leitet sich höchstwahrscheinlich von der slawischen Geländebezeichnung „Gluchov“ oder „gluchy“ ab, was übersetzt lautlos oder still bedeutet.
Im slawischen Sprachgebiet kommen heute ähnliche Ortsnamen mehrfach vor, so Gluchow in Polen nahe Warschau und ebenso nordöstlich von Kiew in der heutigen Nordukraine.

## Geographie

### Geographische Lage
Glauchau liegt an der Zwickauer Mulde, am Rand des Erzgebirgsbeckens, auf einer Höhe von 266 m ü. NHN (St. Georgen-Kirche) im Süden des Sächsischen Burgen- und Heidelandes. Die nächsten Oberzentren sind Zwickau (13 km), Chemnitz (26 km) und Gera (33 km). Der Glauchauer Bismarckturm steht auf der Bismarckhöhe (317,3 m) über der Stadt Glauchau. Die Sohle der Zwickauer Mulde bei der Glauchauer Eisenbahnbrücke (Strecken nach Zwickau und Gößnitz) befindet sich auf 230,5 m Höhe.

### Ausdehnung des Stadtgebiets
Die Stadt umfasst etwa 50 km², wovon 20 km² der Rümpfwald ausmacht. Teile dieses Waldes wurden von der Sowjetarmee als Übungsplatz genutzt. Er ist heute ein Naturschutzgebiet, in dem viele Tiere leben, die auf der Roten Liste gefährdeter Arten geführt werden.

### Nachbargemeinden
| Stadt Meerane       | Gemeinde Remse                              | Stadt Waldenburg                            |
| Gemeinde Dennheritz | Kompassrose, die auf Nachbargemeinden zeigt | Gemeinde Callenberg                         |
| Stadt Zwickau       | Gemeinde Mülsen                             | Gemeinde St. Egidien und Stadt Lichtenstein |

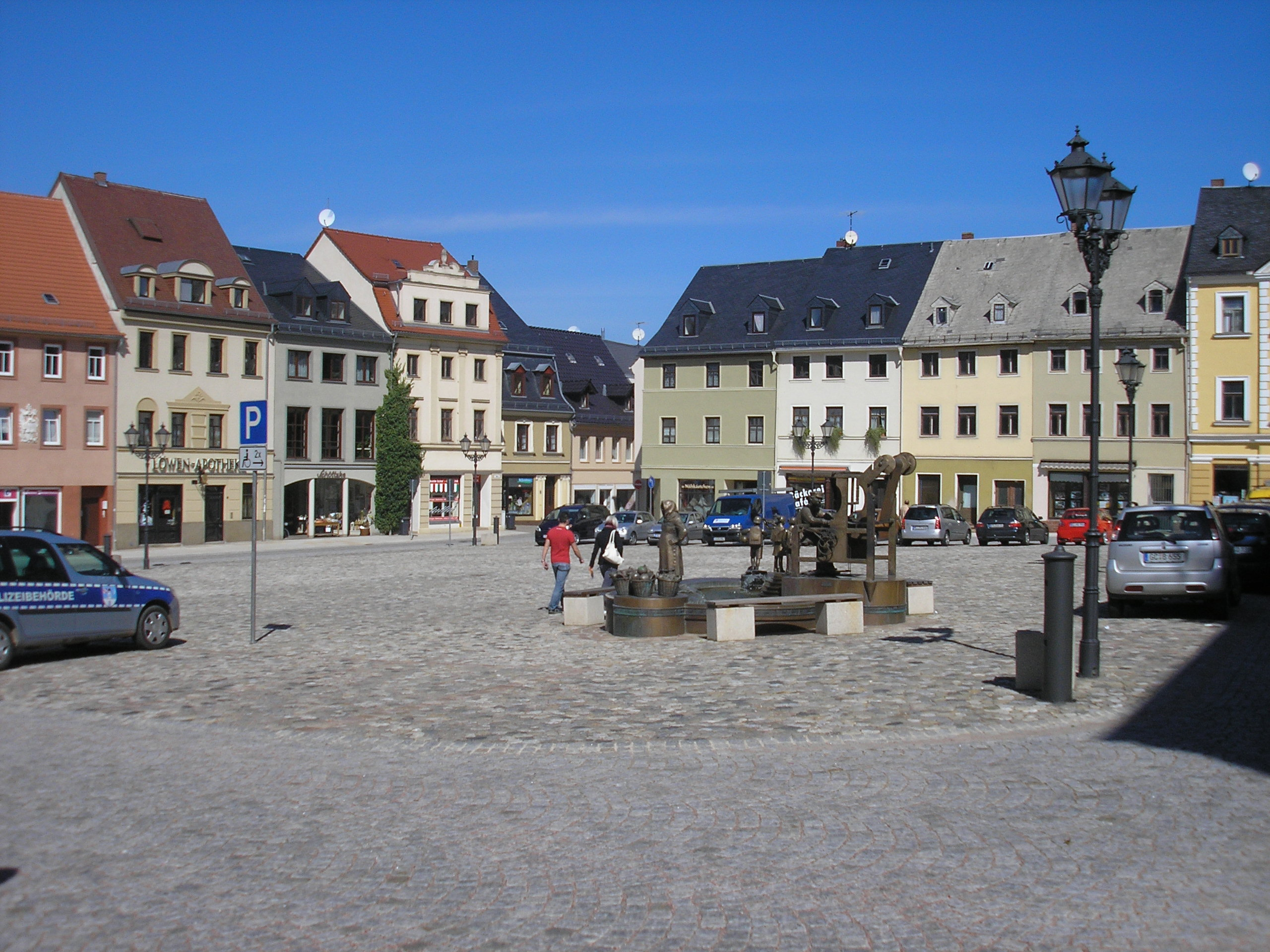
Der Marktplatz von Glauchau

### Stadtgliederung
Glauchau besteht aus der Kernstadt und 14 Ortsteilen:

Nachfolgende Tabelle zeigt die Einwohnerzahlen dieser Ortsteile am Stichtag der letzten Volkszählung (9. Mai 2011).
| Gemeinde- schlüssel | Gemeindeteil   | Bevölkerung |
| ------------------- | -------------- | ----------- |
| 010                 | Albertsthal    | 313         |
| 020                 | Ebersbach      | 131         |
| 030                 | Gesau          | 1.489       |
| 040                 | Glauchau       | 14.957      |
| 050                 | Höckendorf     | 170         |
| 060                 | Hölzel         | 154         |
| 070                 | Jerisau        | 503         |
| 080                 | Kleinbernsdorf | 37          |

| Gemeinde- schlüssel | Gemeindeteil   | Bevölkerung |
| ------------------- | -------------- | ----------- |
| 090                 | Lipprandis     | 117         |
| 100                 | Niederlungwitz | 2.677       |
| 110                 | Reinholdshain  | 863         |
| 120                 | Rothenbach     | 522         |
| 130                 | Schönbörnchen  | 797         |
| 140                 | Voigtlaide     | 183         |
| 150                 | Wernsdorf      | 665         |

## Geschichte

### Mittelalter

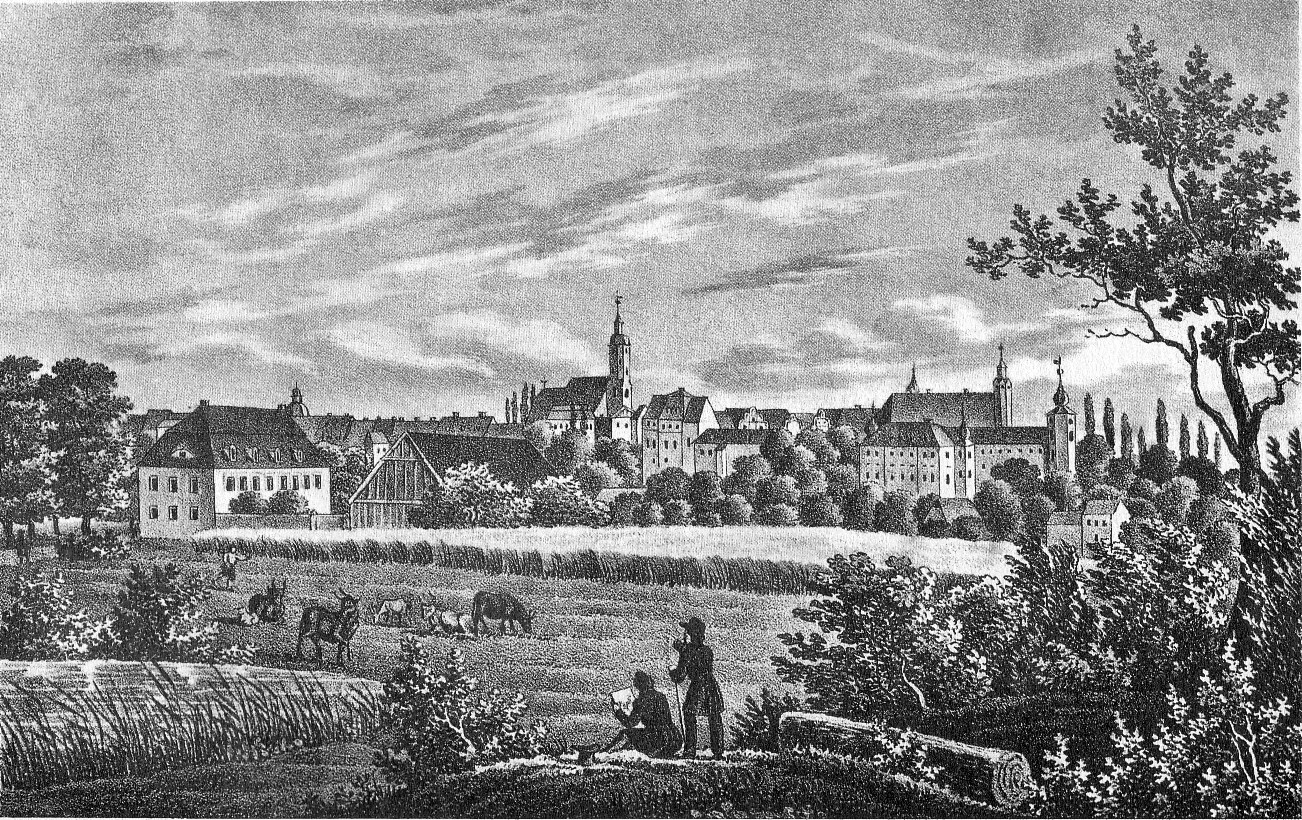
Ansicht um 1850

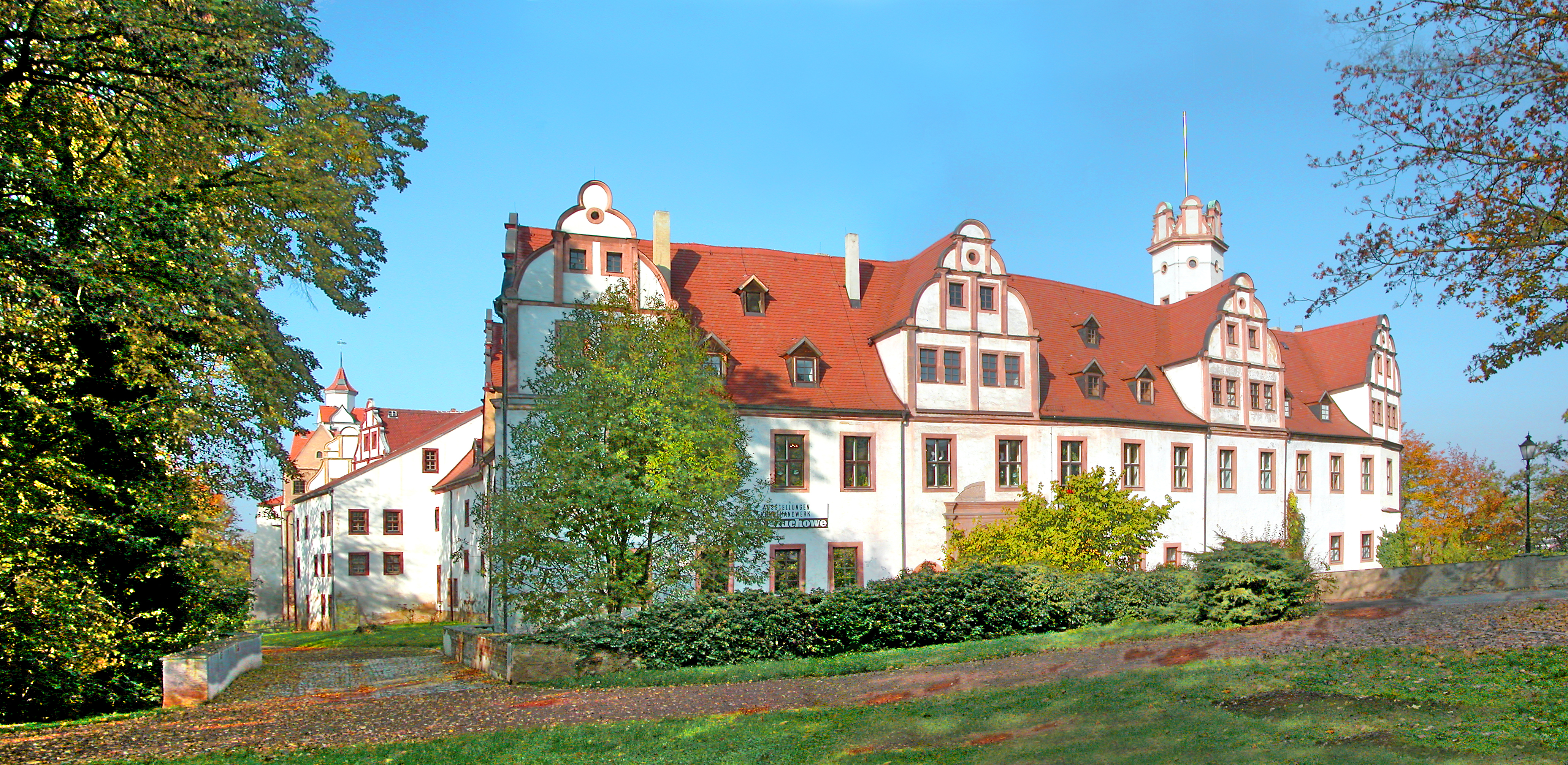
Schlossanlage Forder- und Hinterglauchau

Der Name der Stadt wird so erklärt: Das altsorbische Wort gluch mit der Bedeutung „stiller Ort, dichter Wald“ sei ursprünglich als Waldbezeichnung Ausgangspunkt für Gluchov gewesen, aus dem Glauchau wurde.
Im Schutze einer zwischen 1170 und 1180 vom Geschlecht der Schönburger errichteten Burg entstand Mitte des 13. Jahrhunderts mit der – heute sogenannten – Oberstadt ein planmäßig angelegter Ort. Kirchenrechtlich gehörte Glauchau bei seiner Gründung zum Archidiakonat „trans muldam“ des Bistums Naumburg-Zeitz. 1320 wurde der sedes (Kirchenbezirk) Glauchau dem Bistum Naumburg unterstellt.
Alle mittelalterlichen Schönburger (im Muldental, im Pleißetal und in Nordböhmen) ließen sich später „Herren von Glauchau und Waldenburg“ nennen, egal ob sie Mitbesitz an der Herrschaft Glauchau hatten oder nicht. Dies bestätigt die Bedeutung Glauchaus als Hauptsitz der Schönburger bereits im Hochmittelalter.
Am 4. März 1240 wurde die Stadt als Cluchowe ersterwähnt, als ein „henric de Cluchowe“ (Heinrich von Glauchau) als letzter Zeuge in einer Urkunde des Burggrafen Albrecht von Altenburg genannt wird. Man vermutet, dass Heinrich von Glauchau einer der Vasallen der Schönburger war, die wohl in oder außerhalb der Stadt jeweils Freihöfe bewohnten.
1256 erfolgte eine erste indirekte urkundliche Nennung der Burg Glauchau, als Friedrich I. (1247 urkundlich erstgenannt) von Schönburg eine Urkunde „… in cenaculo Gluchowe …“, also im Speisesaal oder Palas der Burg ausstellte.
Eine mittelalterliche Kirche St. Georgen muss schon im Jahre 1256 bestanden haben, denn eine Urkunde aus Glauchau nennt in diesem Jahre einen Pfarrer „Friedericus de Gluchowe“ als pachorrianus venerabilis („ehrwürdigen Pfarrer“). Diese Kirche wurde hier als Eigenkirche der Herren von Schönburg errichtet und unterstand jahrhundertelang ihrem Patronat.
Es bildeten sich aber zunächst mindestens drei rechtlich unabhängige Teilstädte heraus: „Rechtstadt“ (Innenstadt mit Stadtmauer und Marktplatz), „Vorstadt“ (1525: „vorstat Glauchaw“, später auch „Lange Vorstadt“ genannt, mit eigener Stadtmauer und Gerichtsbarkeit) sowie die Teilstadt „Hain“ südlich der Burg. Später entstand im Spätmittelalter oder der Frühen Neuzeit noch die damals „Oberstadt“ genannte Gemeinde, die keine Stadtrechte besaß und eine Dorfgemeinde war. Alle Dörfer und Einwohner der Herrschaft Glauchau (außer die der „Rechtstadt“ und der „Vorstadt“) waren dem Landgericht in der Vorstadt rechtlich unterstellt.
Wohl um 1300 übertrugen die Schönburger ihre reichsunmittelbaren Herrschaften Glauchau und Lichtenstein, (mit Genehmigung des deutschen Königs/Kaisers) an den König von Böhmen, und erhielten diese als sogenanntes Reichsafterlehen von letzterem zurück. Sie waren nun hier vor dem Zugriff der Wettiner sicher. 1335 wurde die Burg Glauchau erstmals urkundlich direkt erwähnt: „vnser vestin Gluchow huz vnd stad“. Burg und Stadt bildeten demnach schon zu dieser Zeit eine befestigte Einheit. Die Burg war wohl in die Stadtmauer eingebunden.
Von 1347 bis 1355 tobte in den Schönburgischen Herrschaften der sogenannte Schönburgische Bruderkrieg. Die Brüder Hermann VIII. († 1356) und Friedrich XI. († 1389) zu Glauchau stritten sich um den Besitz ihres Bruders Dietrich II. (Lebensdaten unbekannt). Dietrich war in den Deutschen Orden eingetreten. Hermann und Friedrich verwüsteten während dieser Fehde in Scharmützeln gegenseitig ihre Besitzungen. 1348 wurde Hermann VIII. im Mülsengrund, einem Tal nahe Glauchau, geschlagen. Als 1349 die böhmische Linie der Schönburger von Burg Hassenstein Kriegsknechte nach Glauchau marschieren ließ, flüchtete die Bevölkerung in Stadt und Burg Glauchau.
Letztlich beauftragte Kaiser Karl IV. den meißnischen Markgrafen Friedrich den Strengen mit der Schlichtung der Fehde.
Am 25. November 1372 verzichteten die Markgrafen von Meißen im Pirnaischen Vergleich zugunsten von Kaiser Karl IV. auf ihre lehnsherrlichen Ansprüche an Glauchau, Meerane, Waldenburg und Lichtenstein. Die genannten Herrschaften und Burgen wurden nun direkte Reichsafterlehen, also reichsunmittelbar. Die Schönburger wurden hier Lehnsnehmer des Reiches.
Infolge einer Erbeinigung 1366 zwischen Johannes I. von Waldenburg und Friedrich von Schönburg-Hassenstein, wurden die Schönburger spätestens 1378 Herren von Burg und Stadt Waldenburg. Friedrich XI. von Schönburg nannte sich daher 1378 erstmals Herr zu Glauchau und Waldenburg. Diese Titel führten danach fast alle Schönburger gemeinsam.
1363 ist in Glauchau ein Richter (iudex) belegt, und 1389 ein Vogt (advocatus). 1389 und 1479 sind Geschworene dokumentiert und 1479 Bürgermeister und „Ratskumpane“ (Ratsmitglieder). 1488 ist ein Stadtschreiber erwähnt. Ebenfalls unter den Herren von Schönburg dienende Amtmänner, Oberamtmänner und Unteramtmänner (oder Hauptmänner) waren Vorsteher der Gerichte im Amt Glauchau. Der Amtmann oder Oberamtmann war alleinig zuständig für die hohe Gerichtsbarkeit (Halsgerichtsbarkeit) in Rechtstadt und Vorstadt und in den Landgemeinden des Amtes.
Die Wurzeln des Glauchauer Textilgewerbes liegen im Mittelalter. Schon unter Veit I. von Schönburg († 1423) sollen die Tuchmacher einen Innungsbrief erhalten haben (das Jahr dazu ist nicht überliefert). Die Glauchauer Leinweber erhielten 1528 einen Innungsbrief. 1616 sind hier 36 Leinewebermeister bekannt. Glauchauer Leinwand wurde wohl in Leipzig und Nürnberg gehandelt. Die Glauchauer Innung selbst übernahm die Lieferung der Ware nach Leipzig zur Messe. Mitte des 16. Jahrhunderts ist in Glauchau eine Bleiche belegt, so dass die Glauchauer Leinweber von der monopolartigen Chemnitzer Bleiche unabhängig waren. Anfang des 17. Jahrhunderts kam durch die Schafzucht auf schönburgischen Vorwerken die Verarbeitung von Wolle in Glauchau auf.

#### Hussitenkriege ab 1420
Ab 1420 nahmen viele Adlige an „Kreuzzügen“ gegen die Hussiten in Böhmen teil. 1426 nahm Friedrich XVII. von Schönburg zu Glauchau an einem solchen Feldzug eines kursächsischen Heeres nach Böhmen teil. In der Schlacht bei Aussig am 16. Juni 1426 erlitten die Kreuzfahrer eine vernichtende Niederlage. Dabei fiel Friedrich XVII von Schönburg. Ab 1430 erreichten hussitische Heere auch die Schönburgischen Herrschaften in Kursachsen. Dabei wurde Glauchau 1430 geplündert. Als 1432 ein weiteres Hussitenheer in Sachsen einfiel, blieb Glauchau angeblich nur deswegen verschont, weil die Hussiten das warnende Blasen des Türmers als Signal für das Herannahen eines Entsatzheeres missdeuteten. Bis 1433 sollen Glauchau und Waldenburg fünfmal von den Hussiten verheert worden sein.
1436 ist die noch zu Glauchau gehörige Scheermühle, eine Getreidemühle urkundlich ersterwähnt. 1535 befanden sich in der Unterstadt Wehrdicht/Wehrdigt die Mahlmühle (eine Getreidemühle), in der Neuzeit Schlossmühle genannt, die Walkmühle, eine Öl- und eine Brettmühle, eine Papiermühle und eine Poliermühle. Es existierte hier ein Eisenhammer nach dem heute noch Hammerwiese und Hammerteich benannt sind, ein Kupferhammer und zwei Färbehäuser. 1607 sind noch eine zweite Papiermühle, ein Schleifwerk für einen Beilschmied und ein Mälzhaus auf dem Wehrdigt belegt; außerdem auch ein Badehaus. Auf dem Meisterberg, auch Ohorn genannt, zwischen Gartenstraße und Talstraße stand das Scharfrichterhaus mit der „Meisterei“/Abdeckerei. Der Überlieferung nach hatte die Mahlmühle/Schlossmühle im Spätmittelalter schon 13 „Mahlräder“, weswegen sie der „Pirnische Mönch“ Johannes Lindner in seiner Chronik (1530?) voller Bewunderung erwähnte. Für 1444 ist der Bau eines Rathauses auf dem langen Marktplatz belegt. In einem Teilungsvertrag von 1446 behielten Veit II. und Friedrich XX. von Schönburg-Glauchau als gemeinsamen Besitz.
Mit den ansässigen Gerbern, Schneidern, Tuch- und Schuhmachern bildete sich ein reges Wirtschaftsleben heraus. Rat und Bürgermeister der Rechtstadt/Innenstadt konnten für 1479 nachgewiesen werden, wie auch die Erwähnung der Herrschaft Glauchau im selben Jahr. 1498 ist in Glauchau ein Rektor genannt, der einer Schule vorstand. Die Kirchenordnung dieser Zeit forderte einen Schulmeister, Kantor und „Bacculareus“.
Um 1470–1480 wurde unter Ernst I. von Schönburg die Glauchauer Burg zu einem Schloss im Stile der sächsischen Spätgotik umgebaut. 1488 stürzte hier ein Schlossturm ein. Vor 1493 wurden die Herrschaften Glauchau und Meerane vereinigt zur neuen Herrschaft Glauchau. Auf das Jahr 1493 geht das Erbzinsregister der schönburgischen Ämter Glauchau, Waldenburg, Lichtenstein und Hartenstein zurück. Es ist das älteste seiner Art im heutigen Sachsen. 1494 wurde in Glauchau Georgius Agricola geboren, der bis heute der berühmteste Glauchauer ist. Er ist Begründer der Montanwissenschaften und der Mineralogie und Verfasser etlicher - bei seinen Zeitgenossen europaweit verbreiteten - Bücher. Ihm ist heute im Museum Schloss Hinterglauchau eine Ausstellung gewidmet. Nahe dem Bahnhof stellte die Stadt Glauchau im frühen 20. Jahrhundert eine Bronzestatue von ihm auf.
In einem Teilungsvertrag teilten 1524 die Brüder Wolf I. und Ernst II. von Schönburg die Schönburgischen Herrschaften auf: Ernst II. erhielt Glauchau mit Meerane, Lichtenstein und Hartenstein. (Wolf I. erhielt Waldenburg, Lohmen und Wehlen) Ab 1526 ist die Existenz eigener Gerichtsbarkeit (Landgericht) in der „Vorstadt“ belegt. Welche Fronleistungen zu erbringen waren, hing davon ab, ob eine Person in Rechtstadt/Innenstadt oder einer der Vorstädte wohnte. Nur die Bewohner der Rechtstadt und der „(Langen) Vorstadt“ waren ursprünglich brauberechtigt. Die Bewohner der „Rechtstadt“ mussten ursprünglich keine Frondienste leisten, dafür aber 368 Mannschaften zur Verteidigung der Stadtmauer aufbieten.
1524 gründeten die Brüder Wolf I. und Ernst II. von Schönburg das Gesam(m)thaus Schönburg, es war ein Hausvertrag, der die Einheit und Unveräußerbarkeit der einzelnen Schönburgischen Herrschaften nach außen hin festschrieb. Die Schönburgische Gesamtregierung, Lehnhof, Lehngericht, gemeinschaftliches Archiv und sonstige Verwaltungen saßen spätestens ab 1556 zentral in Glauchau. Bei den vielen Erbteilungen des 16. bis 18. Jahrhunderts im Hause Schönburg zeigte sich die Weitsicht dieses Hausvertrages.
1527–1534 ließ Ernst II. von Schönburg das Schloss Forderglauchau wohl durch den Baumeister Andreas Günther aus Komotau im Stil der Frührenaissance errichten. 1530 erwähnt der „Pirnische Mönch“ Johannes Lindner in seiner Chronik Glauchau so: Glawche, eine stat an einem berge, darunter die czwickesche Mulde fleußt...hat zum teyl sehr tife graben. Mit den Gräben sind die vielen kleinen Seitentäler des rechten Hochufers der Zwickauer Mulde gemeint, auf dem sich die Oberstadt/Innenstadt befindet. 1533 bestätigte Ernst II. von Schönburg Statuten und Ordnungen für die Herrschaften Glauchau und Waldenburg.

### Reformation
Im Jahr 1542 setzte sich in Glauchau die Reformation durch. Auf Druck des sächsischen Herzogs Moritz, predigte hier am 18. Oktober 1542 der Leipziger Superintendent Johann Pfeffinger erstmals in der Georgenkirche auf die lutherische Art. In den Jahren zuvor hatte der strenge katholische Landesherr Ernst II. von Schönburg die lutherischen Lehren nicht zugelassen, ja bekämpft. Es wurden dann eine Kirchenordnung erlassen und ein Superintendent eingesetzt. 1717 wurde eine Aufsichtsstelle für schönburgisches Kirchenwesen in Glauchau als Konsistorium eingerichtet, dem auch die Georgenkirche unterstand.

### Frühe Neuzeit
Am 16. April 1547 zog Kaiser Karl V. im Schmalkaldischen Krieg mit seinen Truppen durch Glauchau. Da hier bereits die Truppen des sächsischen Herzogs Moritz einquartiert waren, nahm er in der Jerisauer Pfarre sein Quartier. Während dieser Zeit brach in der (Langen) Vorstadt ein Feuer aus und 28 Häuser zwischen Niedertor und Marktplatz in der Innenstadt/Rechtstadt brannten ab. 1556 teilten Wolf II. Hugo II. und Georg I. von Schönburg die Schönburgischen Herrschaften unter sich auf. Georg I. erhielt alleinig Glauchau und die sächsische Lehnsherrschaft Remse. Er begründete die erste Linie Schönburg-Glauchau, als Alleinbesitzer der Herrschaft Glauchau. 1558 wurde eine Policey Ordnung für die Herrschaft Glauchau erlassen. 1594 gründete Augustus von Schönburg-Glauchau in der Stadt ein Hospital. 1610 erlosch bereits diese erste Linie Schönburg-Glauchau mit dem Tod des Augustus im Mannesstamme.
Für das 16. oder beginnende 17. Jahrhundert ist die Existenz einer Röhrenwasserleitung für die Innenstadt belegt. Nur die Bürger der Innenstadt (Rechtstadt) und der (langen) Vorstadt hatten ursprünglich hier das Braurecht. 1616 waren 96 Häuser der Innenstadt und 48 in der Vorstadt, 4 in der Hoffnung und 3 in der Fischergasse brauberechtigt.
1616 hatte die „(Lange) Vorstadt“ mehr Häuser (115), als die Innenstadt („Rechtstadt“, 102 Häuser). Für dieses Jahr ist belegt, dass der Rat das Städtegeld vom Markt, Wegegeld von unbeladenen Wagen sowie Anteile an jedem Geleitsbetrag, Erbzinsen von Stadtgütern und die Einnahmen des Ratskeller erhielt.
Am 11. September 1630 vernichtete ein Großbrand sämtliche Häuser innerhalb der Stadtmauern, mit Ausnahme von Schloss, Georgenkirche und Superintendentur. Im Dreißigjährigen Krieg blieb Glauchau bis 1631 verschont. Ab 1631 wurde es fast jährlich von Plünderungen, Kontributionen, Seuchen und Bränden heimgesucht. Ab 1633 grassierte die Pest in Glauchau und forderte allein in diesem Jahre 964 Menschenleben, was mehr als die Hälfte aller Bewohner gewesen sein muss.
1640 war die Glauchauer Stadtmauer durchlöchert und stellenweise ganz verschwunden. 1664 wurde ihre Reparatur erwogen. Die beiden rechtlich bis ins 19. Jahrhundert unabhängigen Teilstädte „Rechtstadt“ (Innenstadt mit Marktplatz) und „Vorstadt“ hatten jeweils eine eigene Stadtmauer, eigene Tore, eigene Siegel und offenbar eigene Gerichtsbarkeit und Gefängnisse. Alle Vorstädte Glauchaus und die Dörfer in der Herrschaft Glauchau unterstanden ursprünglich der Gerichtsbarkeit des Landgerichtes in der befestigten (Langen) Vorstadt. Am 12. April 1831 wurden diese beiden Glauchauer Teilstädte (und die Dorfgemeinden „Oberstadt“ und „Am Hain“) zu einer Stadt vereint.
In Glauchau gerieten im Zeitraum von 1546 bis 1693 drei Personen in Hexenprozesse, eine wurde zur Todesstrafe verurteilt, dann des Landes verwiesen.
1636, 1647 und 1675 wurde das Amt Glauchau wegen Verschuldung von Kursachsen jeweils zwangsverwaltet (Sequestration). 1681 wurde die schönburgische Herrschaft Glauchau in die neuen Herrschaften Forderglauchau und Hinterglauchau geteilt (Erbteilung). Später existierte zeitweise auch eine dritte Herrschaft namens Mittelglauchau, die offenbar in Penig residierte.

### Neuzeit
Am 24. Oktober 1712 vernichtete ein Brand 343 Wohnhäuser, alle kommunalen Gebäude und griff auch auf die Kirche St. Georgen über. Es blieb zunächst eine Ruine der gotischen Kirche stehen. 1713 gründete Georg Friedrich Treffurth am Ort eine Baumwollmanufaktur.
Am 4. Mai 1740 verloren die Schönburgischen Herrschaften (so auch Forderglauchau, Mittelglauchau und Hinterglauchau) ihre Reichsunmittelbarkeit in zwei Gerichtsprozessen (Hauptrezess und Nebenrezess) an Kursachsen. Diese Herrschaften werden ab sofort als Rezessherrschaften betitel. 1754 wird ein Waisenhaus gegründet. Ab 1766 wurde die Siedlung Albertsthal angelegt, die später nach zwei Grafen von Schönburg (u. a. Albert von Schönburg-Hinterglauchau) benannt wurde.

#### Siebenjähriger Krieg 1756–1763
Während des Siebenjährigen Krieges kam es auch bei und in Glauchau zu Scharmützeln, so ist für 1762 überliefert: „Bald jagen die preußischern Husaren die österreichischen, bald diese jene durch die Stadt, und sind bei diesem Treffen viele tausend Schüsse in der Stadt und Vorstadt gefallen, aber … kein Unglück an der Einwohner Hab`und Gütern, Häusern und Personen geschehen“. In Wernsdorf bei Glauchau kam es zu Zwangsrekrutierungen.
Für das Jahr 1772 ist auf dem Glauchauer Richtplatz (an der heutigen Lichtensteiner Straße) die Hinrichtung des 18-jährigen J. Michael Rabe aus Neukirchen bei Borna belegt. Er hatte bei einem Bauer in Gesau nach etwas zu essen gebettelt, aber nichts bekommen. Später zündete er dessen Haus an. Er wurde hier mit dem Schwert gerichtet und sein Leichnam auf dem Scheiterhaufen verbrannt. Es war wohl die letzte öffentliche Hinrichtung auf diesem Richtplatz. Richtblock und Brandpfahl waren hier noch um 1875 existent.
1786 wurde in Glauchau Ernst Friedrich Germar geboren, der sich als Mineraloge und Entomologe einen Namen machte. Die Stadt Glauchau hatte ein eigenes Archiv im alten Rathaus. Als es beim Brand des Rathauses 1813 komplett vernichtet wurde, blieben nur die Urkunden im herrschaftlichen Archiv in Schloss Forderglauchau verschont.

Karte von Glauchau (1799)

Von 1821 bis 1871 stieg die Einwohnerzahl von 4540 auf 22.036. Von 10.350 Einwohnern waren 1849 schon 8397 in Gewerbe oder Industrie beschäftigt. 1822 wurde eine Posthalterei eröffnet. 1826 reichte der Stadtschreiber Thamerus seine Eingabe an die schönburgische Herrschaft ein. Ohne Scheu hob er darin hervor, dass die Interessen der Herrschaft und die des städtischen Kommunalwesen sich widersprächen.
1831 wurden die beiden rechtlich noch selbständigen Glauchauer Teilstädte „Rechtstadt“ (Innenstadt mit Markt) und „Lange Vorstadt“ sowie die Dorfgemeinde „Oberstadt“ zu einer Stadt vereint. In den 1840er Jahren fasste die Turnbewegung des Turnvaters Jahn in Glauchau Fuß. Es wurden auch sonst etliche Vereine verschiedener Art gegründet. Eine Bürgergarde bestand von 1820 bis 1850. 1831 existierte eine Kommunalgarde. Am 1. April 1848 stellten versammelte Bürger im Schlosshof Forderungen an die schönburgische Herrschaft. Schon zuvor waren Forderungen demonstrierender Bürger teilweise erfüllt worden. Am 2. September 1848 erfolgte im Saal des Meisterhauses eine Versammlung des Allgemeinen Vaterlandsvereins, die aus dem ganzen Gebiet der schönburgischen Rezessherrschaften gut besucht war. Man erklärte das Untertanenverhältnis zum Haus Schönburg für einseitig gelöst und die Rezesse zwischen dem Haus Schönburg und Sachsen von 1835 für ungültig. Ziel sollte sein, dass sächsisches Recht vollständig in den schönburgischen Herrschaften eingeführt wird.
Als 1849 in Dresden der Maiaufstand tobte, fanden auch in Glauchau am 5. Mai Kundgebungen statt. Die Stadt erkannte die in Frankfurt am Main erlassene Reichsverfassung und später auch unter dem Druck der Demonstranten die provisorische Regierung in Dresden an. Der Stadtverordnete Funkhänel wurde nach Frankfurt geschickt und übergab dort am 9. Mai 1849 eine Petition an Heinrich von Gagern. Die Reichsgewalt sollte gegen die sächsische Regierung vorgehen, so das Ziel der Petition. Nachdem die Regierung in Dresden mittels preußischem Militär den Aufstand niedergeschlagen hatte, wurde in Glauchau der Bürgermeister Ottokar Dörffel zu zwölf Jahren Zuchthaus verurteilt, weil er angeblich auf Seiten der Demonstranten gestanden hatte. Als Dörffel auf ein ihm nahegelegtes Gnadengesuch verzichtete und stattdessen in Berufung ging, wurde er freigesprochen. 1854 wanderte er mit anderen Glauchauern – so auch mit Fabrikant Trinks – nach Brasilien aus, wo er 1906 als deutscher Konsul in Joinville verstarb.
Schon 1838 ist in Glauchau die Aufstellung eines Jacquardwebstuhles belegt (Ein solcher kann heute noch im Museum Schloss Hinterglauchau besichtigt werden und besitzt bereits eine Lochkartensteuerung). Die sogenannte Buntweberei zur Herstellung feiner Damenkleiderstoffe setzte sich nun durch.
Wie fast überall in Sachsen begann auch in Glauchau Mitte des 19. Jahrhunderts die Industrielle Revolution. Die Grafen von Schönburg begünstigten die Ansiedlung von Industrie hier steuerrechtlich. 1864 stellte die Firma Seydel und Söhne die ersten mechanischen Webstühle in Glauchau auf. Andere Firmen folgten. In den 1860er Jahren gab es große Absatzschwierigkeiten, so dass die Glauchauer Textilindustrie zunächst in einer schweren Krise war und große Arbeitslosigkeit herrschte. Letztlich entwickelte sich aber Glauchau zu einer Stadt der Textilindustrie, die mit der Stadt Chemnitz und anderen Textilstädten Sachsens konkurrieren musste. Es entstand hier die sogenannte „Unterstadt“ als Fabrikstadt, von der heute kaum noch Fabrikgebäude erhalten sind. Erhalten haben sich hier Gebäudeteile der VEB Kammgarnspinnerei. Am 25. August 1847 richteten der Bürgermeister Wilhelm Pfotenhauer und Stadtrat Ziegler für den König August II. von Sachsen im heutigen Haus Brüderstraße 15 ein Frühstück aus. (In diesem Haus wurde später Walter Schlesinger geboren.)
1857 begann man mit dem Bau einer steinernen Bogenbrücke für die Glauchauer Eisenbahnlinien über die Zwickauer Mulde. 1858 überflutete ein starkes Hochwasser der Zwickauer Mulde die Unterstadt „Wehrdigt“. Ähnliche Überflutungen gab es regelmäßig. 1858 wurden auch die Bahnlinie Zwickau-Glauchau-Chemnitz sowie die Nebenstrecke Glauchau-Meerane-Gössnitz eröffnet, die eine Anbindung an die wirtschaftlich wichtige Strecke Leipzig–Hof über den Bahnhof Gössnitz ermöglichte. Die Strecke nach Zwickau und Chemnitz entwickelte sich zur wirtschaftlich wichtigsten Bahnlinie, die durch Glauchau führt.
Ab 1875 wurde die Muldentalbahn Glauchau-Penig-Rochlitz-Großbothen in Betrieb genommen, die 1877 auch Wurzen erreichte. Der Glauchauer Bahnhof entwickelte sich letztlich zu einem großen Rangier- und Verladebahnhof, der aber nach 1990 an Bedeutung verloren hat. Von den alten Anlagen des Rangierbahnhofs Glauchau blieben ein großer Lokschuppen mit der zugehörigen Drehscheibe erhalten, welche ein Verein nutzt, der Dampflokomotiven zu besonderen Terminen auf diesem Gelände vorführt.
1869 wurde auf Druck Sachsens ein Geschworenen-Gericht in Glauchau eingerichtet. 1873 ging die Schulverwaltung an Sachsen über. 1874 wurde eine königlich-sächsische Verwaltungskommission gegründet, die auch für Glauchau zuständig war. 1878 wurde die sächsische Amtshauptmannschaft Glauchau gegründet. Deren ehemaliges Gebäude befindet sich noch heute in der Oberstadt und wurde während der DDR-Zeit als Staatssicherheits-Gebäude genutzt. 1878 wurde das Gesamtkonsistorium Glauchau der Schönburger aufgelöst (Kirchenverwaltung des Gesamthauses Schönburg). Am 15. November 1878 wurden alle verbliebenen hoheitlichen Rechte des Hauses Schönburg an Sachsen übertragen.

#### „Glauchauer Krieg“ 1777
Albert Christian Ernst von Schönburg-Hinterglauchau erklärte 1768 die beiden Rezesse (Vergleiche) von 1740 mit Kursachsen für seine Herrschaft Hinterglauchau für ungültig. Als Grund nannte er die von Sachsen nicht eingeholte Zustimmung des Kaiserhauses. Auf seine Bitte hin ließ Kaiserin Maria Theresia von Habsburg am 7. Mai 1773 die Rezesse von 1740 aufheben. Am 24. Januar 1777 marschierten kursächsische Truppen in Glauchau ein und versuchten, Albert Christian Ernst zu verhaften. Maria Theresia ließ zu Alberts Unterstützung ihre Truppen an der böhmisch-sächsischen Grenze aufmarschieren. Dieses Ereignis ging als sogenannter „Glauchauer Krieg“ in die Geschichte ein. Albert Christian Ernst flüchtete nach Wien, wo er fortan im Exil leben musste.
Am 13. Mai 1779 verzichtete Maria Theresia im Teschener Frieden auf alle oberlehnsherrlichen Befugnisse über die Herrschaften Glauchau, Lichtenstein und Waldenburg zugunsten der Kurpfalz. Letztere trat diese Rechte an Kursachsen ab. Damit waren diese Herrschaften 1779 endgültig Teil Kursachsens geworden.
Der Glauchauer Krieg – in dem es nicht zu Kampfhandlungen kam – wird als Teil des Bayerischen Erbfolgekrieges angesehen, da auch letzterer mit dem Frieden von Teschen beendet wurde.

### 19. und frühes 20. Jahrhundert

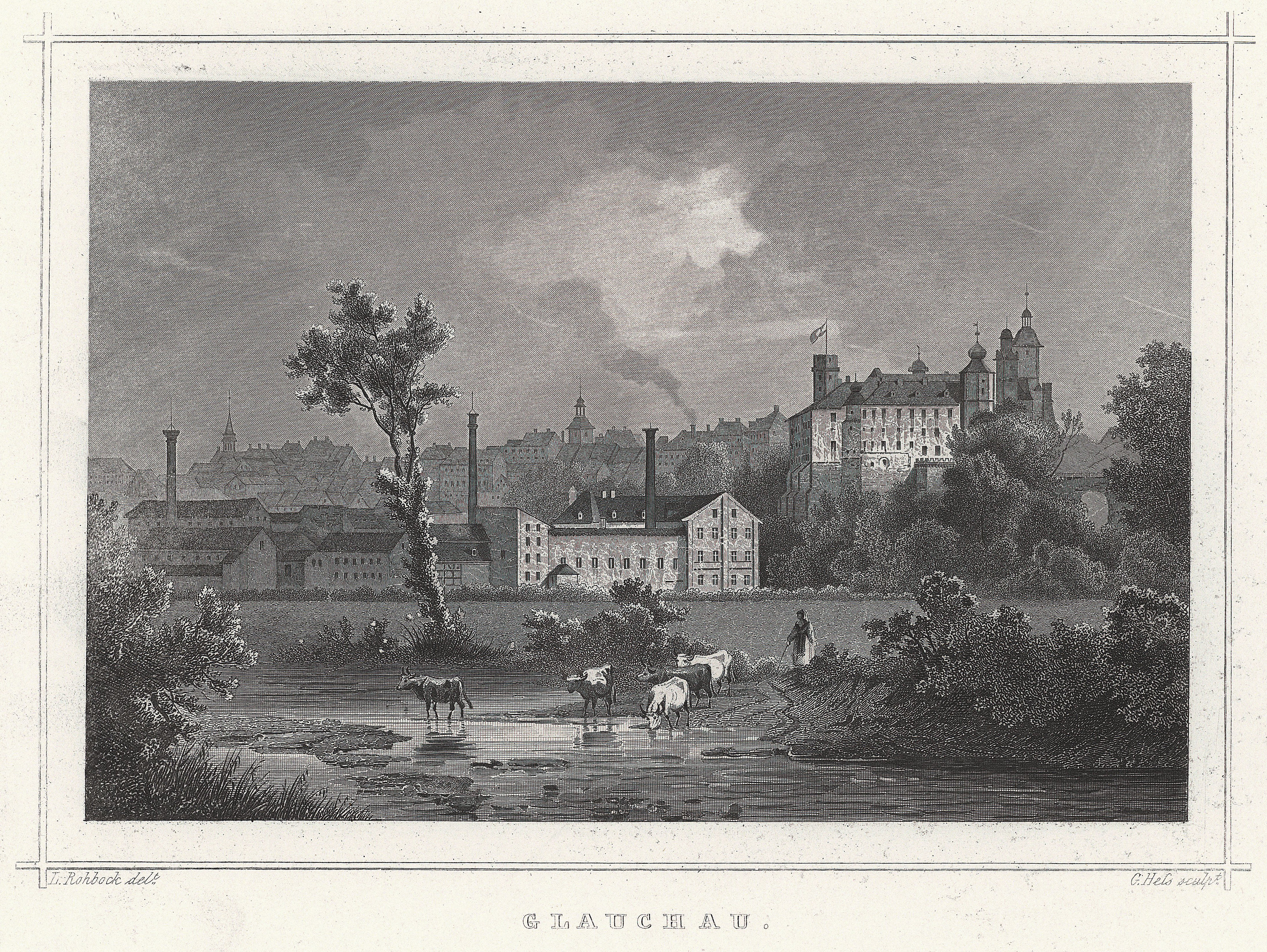
Glauchau im 19. Jahrhundert

1861 wurde eine neue Gewerbeordnung eingeführt, die die alten Innungsprivilegien aufhob. Die 1860er Jahre brachten der Glauchauer Industrie eine Krise. 1863 reichten die Glauchauer Weber eine Petition ein, um auf ihre prekäre Lage aufmerksam zu machen und verwiesen dabei gleich auf die Unruhen der Jahre 1848 und 1849. Die Sozialdemokratie hatte in Glauchau viele Unterstützer. Als erster sozialdemokratischer Abgeordneter im norddeutschen Reichstag wurde durch den Wahlkreis XVII. (Glauchau-Meerane) im Jahre 1867 August Bebel gewählt. 1871 fand in Glauchau der erste deutsche Webertag statt, eine Veranstaltung im Fahrwasser der Sozialdemokratie. August Bebel hielt hier die Hauptrede, obwohl er kein Weber war. Ebenfalls 1871 erfolgte ein Streik der Färbereiarbeiter in Glauchau. Von 1870 bis 1880 stieg die Zahl der mechanischen Webstühle in Glauchau von 530 auf 1060.
Zu Ehren der gräflichen Herrschaft stiftete der Fabrikant Heinrich-Carl Hedrich 1884 die „Kaskadensäule“ auf der Insel im Gründelteich im Gründelpark, die nach gründlicher Restaurierung anlässlich der Wiedereinweihung am 4. Oktober 2008 auch der Erinnerung an Heinrich Carl Hedrich gewidmet wurde. Ihm wurde hier auf der Insel ein Denkmal gesetzt. Die Kaskadensäule ist ein früher Springbrunnen, bestehend aus einer hohen Säule, die eine Schale trägt, aus der das Wasser herabfällt. Sie wurde durch eine ehemalige Wasserleitung aus einem Wasserreservoir (Becken) in der Glauchauer Oberstadt jeweils eine Zeitlang betrieben. In das Reservoir wurde wohl Wasser aus der Zwickauer Mulde permanent hinaufgepumpt. Für Heinrich-Carl Hedrich wurde ein Mausoleum mit Freitreppe und zwei flankierenden Löwenfiguren auf dem neuen Glauchauer Friedhof errichtet, das erhalten ist.
Als Zeichen für den industriellen Fortschritt galten die Eröffnung der Fernwasserleitung im Jahr 1857, die Errichtung des Elektrizitätswerks im Jahr 1909 (ruinös erhalten) sowie der durch die hohe Verkehrsdichte notwendig gewordene, 1926 fertiggestellte Umbau des Bahnhofs. Obwohl die Industrie stark wuchs und das Stadtbild prägte, entwickelte sich Glauchau Anfang des 20. Jahrhunderts zu einer Gartenstadt mit prächtigen und gepflegten Villenvierteln der vielen reich gewordenen Fabrikbesitzer, die sich vor allem in der Oberstadt südlich der Schlösser befinden. Am 23. Mai 1892 begann der Bau des Post- und Telegrafenamts der Reichspost im Stil der Neorenaissance, am 22. Oktober 1892 wurde das Richtfest gefeiert und am 8. Dezember 1893 fand die Eröffnung statt. Das zweiflügelige Gebäude mit seiner 40 Meter langen Vorderfront hat ein Hauptportal mit zweiläufiger Freitreppe sowie einen 28 Meter hohen Treppenturm mit neobarocker Haube und Laterne. Eine Mauer umschließt den Posthof mit den (ehemaligen) Stallungen, Postillionräumen und Geschirrkammern. Die historistisch bemalte Decke und Wände der 83 Quadratmeter großen Schalterhalle - mit zwei Säulen - des noch heute benutzten Postamts wurde nach 2000 restauriert. Die nahegelegene ehemalige Reichsbank-Nebenstelle Glauchau (gegenüber Schillerplatz) wurde ebenfalls im Stile der Neorenaissance wohl etwa zur selben Zeit errichtet, dieses Gebäude wurde nach 1990 restauriert.
Als weitere Bauprojekte sind zu nennen: Stadtsparkasse (1843), Gasanstalt (1853), Bürgerschule mit Realschulklassen (1858), Realschule (1871), Städtische Bauschule für Hoch- und Tiefbau (1898), Städtischer Schlachthof (1896), Stadtbad (Hallenbad, 1901), Deutsche Dachdeckerschule (1905), Realgymnasium (1909), Lutherkirche auf dem Wehrdigt (1909) und mehrere Volksschulen und eine Berufsschule in diesem Jahre, Wasserturm / Bismarckturm (1910), später mit Jugendherberge, neues Stadtkrankenhaus (1914), Kaserne (1914).
Um 1900 betrieb Theodor Koch in Glauchau ein „Pelzwaaren-Lager“ (siehe Bildarchiv, Furriers in Glauchau).
Im Ersten Weltkrieg fielen 583 Glauchauer Soldaten.

### Weimarer Republik
Nach dem Ersten Weltkrieg formierte sich 1918 ein Arbeiter- und Soldatenrat unter dem Sozialdemokraten August Wilde. Nach dem Kapp-Putsch 1920 wurde Bürgermeister Brink abgesetzt. Im April 1922 wurde eine Ortsgruppe der NSDAP gegründet. 1922/1923 wurde eine Brücke, die Scherbergbrücke über den Grund Talstraße erbaut und danach der Scherberg städtisch bebaut. Auf dem Scherberg entstand oberhalb des Bahnhofs eine Eisenbahnersiedlung (bis 2020 weitgehend restauriert) sowie einige Industriebetriebe der metallverarbeitenden Industrie und der Textilindustrie. 1922 wurde das bis heute existierende Stadttheater eröffnet, 1925 das Freibad (Sommerbad), das ebenfalls noch besteht.
1923 wird in Glauchau die „Spinnstoff-AG“ gegründet, die in der DDR-Zeit dann VEB Spinnstoffwerk heißen wird.
1925 wird in der Auestraße die Firma Rülke gegründet, die damals Motoren (Elektromotoren), Rasenmäher und Werkzeug handelte und reparierte. Als „Jens und Uwe Rülke GbR“ besteht diese Firma noch heute (2023).
Die Glauchauer Industrie gründete eine Betriebswassergenossenschaft, um das stark verschmutzte Brauchwasser aus der Zwickauer Mulde vorzureinigen. 1927 begann unter Oberbürgermeister Ernst Otto Schimmel (1889–1930) der Bau der Glauchauer Flutrinne, der unter seinem Nachfolger Oberbürgermeister Walter Flemming (1890–1947) fortgesetzt wurde. Die Flutrinne half gegen die wiederkehrenden Überschwemmungen durch die Zwickauer Mulde. Auf Flemming geht auch die Anlegung des Rosariums in der Oberstadt während der Weltwirtschaftskrise zurück. In den 1930er Jahren fanden hier mehrere „Rosariumfeste“ statt. 1932 hatte Glauchau als Folge der Weltwirtschaftskrise mehr als 3000 gemeldete Erwerbslose. Das Arbeitsamt befand sich damals wie heute an der Straße „Hoffnung“.

### Zeit des Nationalsozialismus
Bereits im April 1929 sprach Adolf Hitler in Glauchau auf einer Kundgebung. Die Zahl der bis um 1940 in Glauchau lebenden Juden war gering. Nach der Machtergreifung der Nationalsozialisten 1933 wurden in der Alten Polizeiwache, dem ehemaligen Rathaus, politische Gegner interniert und misshandelt. Bis 1989 war eine solche Zelle im Rathausgebäude als Gedenkstätte eingerichtet. Wohl in der Zeit des Nationalsozialismus entstand eine Reihenhaussiedlung an der Sachsenallee, sie befand sich 2020 in Restaurierung.
1936–1937 wurde unter Oberbürgermeister Walter Flemming (1890–1947) der 40 Hektar große Glauchauer Stausee angelegt, um eine bessere Wasserqualität des Brauchwassers für die Industrie zu erreichen. Unter Flemming wurde auch die Glauchauer Umgehungsstraße gebaut, die parallel zur Flutrinne verläuft. Erst 1937 trat Flemming widerwillig in die NSDAP ein. Da die Nationalsozialisten ihm nicht vertrauten, wurde ihm als zweiter Bürgermeister Herbert Müller, Ortsgruppenleiter der NSDAP, beigestellt. Im Juni 1929(?) wurde Flemming Mitglied des Museumsvereins.
Die Textilindustrie bestand in Glauchau um 1940 aus den Bereichen Spinnerei, Weberei, Appretur, Wirkerei, der Herstellung und Verarbeitung von Kunstseide und Zellwolle. Bis um 1990 existierten diese Industrien. Sie waren lange Zeit Hauptarbeitgeber in Glauchau.
Die Doppelschlossanlage befand sich bis zur entschädigungslosen Enteignung im Rahmen der Bodenreform 1945 im Besitz der Adelsfamilie der Grafen und Herren von Schönburg-Glauchau. Das Schloss Forderglauchau wurde durch Artillerie-Beschuss im April 1945 beschädigt, während der DDR-Zeit aber wieder instand gesetzt.
Im April 1945 übergab der Lehrer Paul Feldmann als Kampfkommandant (des Volkssturms?) von Glauchau die Stadt weitgehend kampflos an die US-Armee und verhinderte so größere Zerstörungen.
Im Zweiten Weltkrieg fielen 1030 Glauchauer Soldaten.
Neuere bundesdeutsche Infotafeln am „Denkmal der Opfer des Faschismus“ (ein DDR-Bau) im Glauchauer Schillerpark berichten uns folgendes:
- 6 Glauchauer Bürger bezahlten ihre politische Gesinnung bis 1945 mit dem Leben
- vor 1933 lebten mehr als 80 Juden in Glauchau
- mindestens 22 Glauchauer Juden starben in Konzentrationslagern der Nationalsozialisten
- 37 Glauchauer mit psychischen Krankheiten wurden im Euthanasie-Programm der Nationalsozialisten in Pirna-Sonnenstein oder an anderen Orten ermordet

Vor dem Haus Leipziger Str.88 befinden sich im Pflaster des Fußweges neun Stolpersteine, die Glauchauer Vereine und Schulen hier 2009 zur Erinnerung an neun Jüdinnen und Juden einsetzen ließen. Die neun Personen wohnten ehemals in diesem Haus und wurden von 1942 bis 1944 in den Konzentrationslagern Auschwitz, Belzec, Ravensbrück und Theresienstadt ermordet.
siehe: Liste der Stolpersteine in Glauchau

### DDR-Zeit
1948 wurden viele Glauchauer Unternehmer den Textilschieberprozessen von Glauchau-Meerane ausgesetzt, verhaftet bzw. in die Flucht getrieben und enteignet. Bis um 1990 oder kurz danach bestanden in Glauchau als große Arbeitgeber u. a. der „VEB Spinnstoffwerk Otto Buchwitz“ (offizieller Betriebsname laut Unterlagen des Werks) und VEB Palla (Weberei) in der Oberstadt. Der VEB PALLA war aus den beiden Webereien Boeßneck & Meyer sowie Ernst Seifert GmbH hervorgegangen durch Vereinigung beider Werke in der DDR. Der VEB Quintett-Moden fertigte Kleidungsstücke an (siehe Bildarchiv).
Weitere Betriebe: Weberei Nitschke KG, VEB Zwirnerei Sachsenring Glauchau, VEB Fluatwerk am ehemaligen Schafteich (siehe Bildarchiv). Letzteres stellte Zinkhexafluorosilicat her, welches zur Schimmelbekämpfung angewendet wurde. Es gab einen Aluminium verarbeitenden Betrieb, die Sächsische Aluminium- und Metallwarenfabrik Glauchau (SAM) und umgangssprachlich genannt „Alume“, dessen Hauptwerk in der Oberstadt war. Diese fertigten Essbestecke aus Aluminium und versilbertem Stahl an. In der Unterstadt gab es den VEB Kammgarnspinnerei und viele andere Industriebetriebe, auch der metallverarbeitenden Industrie. 1954–1956 wurde in der Oberstadt die katholische Kirche St. Mariä Himmelfahrt gebaut, da viele katholische Vertriebene zugezogen waren.
Das 1923 als „Spinnstoff AG Glauchau“ gegründete Spinnstoffwerk Otto Buchwitz wurde ab 1970 Teil des Chemiefaserkombinats Schwarza (1993 überführt in die „Thüringische Faser AG“). Im Jahr 2006 wird sein Restwerk (Florofol GmbH in Glauchau) aufgelöst. Der VEB Spinnstoffwerk soll der größte Arbeitgeber während der DDR-Zeit in Glauchau gewesen sein.
Im Hinblick auf das 400. Todesjahr Georgius Agricolas 1955 dachte man schon 1953 über den Bau eines Denkmals nach. 1956 beauftragte der Rat der Stadt den Dresdner Künstler Rudolf Löhner mit der Schaffung einer Bronzestatue von Glauchaus berühmtestem Sohn. Zur Finanzierung wurde eine öffentliche Spendensammlung gestartet. Hauptspender waren der Pathologe und Kunstsammler Paul Rudolf Geipel in Dresden sowie die Stadt Leipzig. Geringere Teile der Kosten von insgesamt 41502 Mark trugen staatliche Stellen der DDR. Die Figur ist mit ca. 2,5 m Höhe überlebensgroß. Als Vorbild diente eine Abbildung Agricolas von 1688, die auf einen Kupferstich von 1574 zurückgeht. Die Statue aus 750 kg Bronze wurde März 1958 von der Gießerei des VEB Schwermaschinenbau Lauchhammer fertiggestellt und am Sonntag, dem 23. März 1958 durch Bürgermeister Walter Voigt im Bahnhofspark eingeweiht. Danach besichtigten die Teilnehmer der Veranstaltung das Schlossmuseum Hinterglauchau. Hier fand auch ein Festessen im Rittersaal statt. Anwesend war auch ein Vertreter der Stadt Zeitz, in der Agricola beerdigt worden war.
In Niederlungwitz existierte der VEB Spezialmöbel Niederlungwitz (siehe Bildarchiv). Er fertigte auch Möbel für Bäckereien und Konditoreien.

### Nach der Wende
Nach der politischen Wende und der Wiedervereinigung etablierte sich Glauchau als eines der drei sächsischen Güterverkehrszentren. Seit 1994 führt Glauchau den Status einer Großen Kreisstadt.

### Geschichte der Stadtbefestigung
Die beiden rechtlich bis 1831 unabhängigen Teilstädte „Rechtstadt“ (Innenstadt mit Marktplatz) und „Vorstadt“ (auch „Lange Vorstadt“ genannt) hatten jeweils eine eigene Stadtmauer, eigene Stadttore, eigene Siegel und offenbar eigene Gerichtsbarkeit und Gefängnisse. Belegt sind Niedertor (Unteres Tor), Mitteltor, Obertor und Mühltor. Das Mühltor befand sich am unteren Ende der Schlucht/Straße „Mühlberg“ unterhalb des Vorwerkes der Glauchauer Burg bzw. dem späteren Schloss Forderglauchau. Das Niedertor stand nahe dem heutigen Postamt in der (langen) Vorstadt. Das Mitteltor verband wohl Vorstadt und Rechtstadt (Innenstadt). Das Obertor befand sich in der Rechtstadt (Innenstadt), wohl an deren oberem Ende Richtung der historischen Oberstadt-Gemeinde. Die Burg Glauchau (späteres Schloss Hinterglauchau) war zusammen mit ihrer Vorburg/Vorwerk (späteres Schloss Forderglauchau) wohl in die Stadtmauer eingebunden, stellte demnach eine Stadtburg dar.
Im Niedertor befand sich zu Beginn des 18. Jahrhunderts die Fronfeste (Gefängnis) des Amtes Schönburg-Hinterglauchau. Auch zum Tode Verurteilte saßen hier ein. Im Verlauf des 18. Jahrhunderts war hier das Gefängnis der „Langen Vorstadt“ etabliert. Am Tor war ein Spruch für alle lesbar angebracht: Die sich schlagen und tournieren, Pflegt man in dies Loch zu führen. Vor seinem Abriss 1838 wurde das obere Geschoss des Niedertores noch als Telegrafenstation benutzt.
Die heutige Flurbezeichnung/Straße „Am Zwinger“ verweist auf eine teilweise doppelte Stadtmauer mit dazwischenliegendem Zwinger.
1640 war die Glauchauer Stadtmauer durchlöchert und stellenweise ganz verschwunden. 1664 wurde ihre Reparatur erwogen. In Akten werden Häuser als „auf der Stadtmauer“ errichtet erwähnt.
In einem Stadtplan von 1799 (Meilenblatt) sind noch alle Stadttore eingezeichnet, doch die Stadtmauer nicht mehr. Die Tore wurden offenbar erhalten, da sie eine gewisse rechtliche Bedeutung hatten. 1838 reißt man das Niedertor ab.
Zu Ostern 1890 wurde das Nicolaitor abgerissen. Es trennte Innenstadt und Vorstadt.
Heute ist von der Glauchauer Stadtmauer praktisch nichts erhalten, bis auf einige Hang-Stützmauern in den Schluchten zwischen Innenstadt und ehemaliger Vorstadt (beim ehem. Cafe Vaterland) und Vorstadt und Gottesackerberg/Schillerplatz (beim Postamt).

### Wüstungen Naundorf und Grabowe bei Glauchau
Im 13. Jahrhundert wurden die beiden Dörfer Naundorf und Grabowe, die in der heutigen Glauchauer Stadtflur lagen, aufgegeben. Sie gehörten ursprünglich zum Sprengel der Zwickauer Marienkirche. 1219 sind Naundorf und Grabowe in einer Urkunde noch erwähnt; später nicht mehr. Wann sie wüst fielen, ist unklar. 1482 werden die Naundorfer Wiesen als pratum sub villa deserta Nuendorff noch erwähnt.
Grabowe lag links der Zwickauer Mulde „jenseits der oberen Muldenbrücke“, also wohl im Areal des heutigen Ortsteiles Gesau. Hier wurden im 16. Jh. mehrfach noch Gärten „zu Grabe“ genannt.
Naundorf lag anstelle des heutigen Glauchauer Stausees. Hier befanden sich bis zum Bau des Stausees die sogenannten Naundorfer Wiesen (damalige Flurbezeichnung).
Walter Schlesinger vermutete die Wüstung Grabowe als Stammsitz des schönburgischen Ministerialen Hermann von Graben, der in einer Urkunde des königlichen Landrichters Volrad von Colditz 1248 als Zeuge genannt wird. (Wohl fehlerhaft nennt das gleiche Buch auch einen Heinrich von Graben, der aber im Inhaltsverzeichnis nicht aufgeführt wird. Es liegt wohl eine Namensverwechslung des Vornamens mit Heinrich von Glauchau vor.).
1256 erscheint in einer Urkunde ein Ritter Heinrich von Naundorf, der offenbar in diesem Ort seinen Sitz hatte. Für Hermann von Graben ist belegt, dass er Burgmann der Glauchauer Burg war, für Heinrich von Naundorf ist dies ebenso wahrscheinlich. Laut Walter Schlesinger könnten beide Orte aufgegeben worden sein, da sie im Hochwassergebiet der Zwickauer Mulde lagen.

### Geschichtliches zum Richtplatz am neuen Friedhof
Aus dem Jahr 1875 hat sich eine kolorierte Bleistiftzeichnung vom Glauchauer Richtplatz erhalten. Sie zeigt neben dem 1869 neu errichteten Friedhof an der Lichtensteiner Straße die sogenannte Brandsäule und separat rechts davon ein sechs Fuß hoch aufgemauertes Rechteck, welches der Richtplatz gewesen ist. 1875 waren diese beiden Objekte also noch erhalten. Heute existiert rechts neben dem Eingang in den neuen Friedhof ein als Abstellplatz genutztes freies Areal, welches nicht Teil des neuen Friedhofes wurde, da hier Richtplatz, Brandsäule sowie ursprünglich auch Rad und Galgen standen. Auf diesem Areal wurden sicher die hier Hingerichteten auch – in ungeweihter Erde – beerdigt.
Für 1772 ist hier die Hinrichtung des 18-jährigen J. Michael Rabe aus Neukirchen bei Borna belegt. Er hatte bei einem Bauer in Gesau nach etwas zu essen gebettelt, aber nichts bekommen. Später zündete er dessen Haus an. Er wurde hier mit dem Schwert gerichtet und sein Leichnam auf dem Scheiterhaufen verbrannt. Es war wohl die letzte öffentliche Hinrichtung auf diesem Richtplatz.

### Geschichte der Friedhöfe, Kapellen und Kirchen
Eine mittelalterliche Kirche St. Georgen muss schon im Jahre 1256 bestanden haben, denn eine Urkunde aus Glauchau nennt in diesem Jahre einen Pfarrer „Friedericus de Gluchowe“ als „pachorrianus venerabilis“ (ehrwürdiger Pfarrer). Am 24. Oktober 1712 vernichtete ein Brand 343 Wohnhäuser, alle kommunalen Gebäude und griff auch auf St. Georgen über. Von der Kirche blieb nur eine Ruine übrig. Ein erster barocker Kirchen-Wiederaufbau erfolgte 1715. Dieser wurde am 1. Oktober 1715 erstmals benutzt bzw. geweiht. Als man aber feststellte, dass die Brandschäden am Mauerwerk tiefergehend waren und alles einzustürzen drohte, riss man den ganzen Bau im Mai 1726 ab.
Die heutige Stadtkirche St. Georgen ist ein stattlicher barocker Bau, der ab dem 9. Juli 1726 bis 1728 unter Einbeziehung von Resten des gotischen Vorgängerbaus durch Baumeister Johann Herrmann, Hofzimmermeister Johann Michael Dörffel und Bauunternehmer Samuel Nendel neu errichtet wurde. Der quadratische Unterbau des gotischen Kirchturms mit einem gotischen Portal und Teile der Chorwand konnten in den barocken Neubau einbezogen werden. Am 15. Februar 1728 wurde der Neubau geweiht. Beim Stadtbrand von 1813 blieb die Georgenkirche verschont. Bis 1885 war die Gesauer Dorfkirche St. Andreas eine Filialkirche von Sankt Georgen in Glauchau.
Im Mittelalter befand sich bei der gotischen Kirche St. Georgen der erste bekannte Glauchauer Friedhof, neben einem weiteren auf dem Niklasberg beim Terminierhaus des Zwickauer Franziskanerordens. Der ehemalige Friedhof von Sankt Georgen soll sich etwa auf dem heutigen Kirchplatz befunden haben. Dessen Areal wird 1799 auf einem Meilenblatt von Glauchau als „Kirchhof“ und auf einem Stadtplan von 1882 als „Kirchplatz“ betitelt.
Für 1490 ist die Kapelle unserer lieben Frauen in Glauchau urkundlich belegt, die später verschwunden ist. Sie befand sich in der Glauchauer Vorstadt und ging in der Reformationszeit ein. In ihr befand sich auch ein Nikolaialtar. Sie soll aber eine der Heiligen Maria geweihte Kapelle gewesen sein, die schon 1476 als Marienkapelle belegt ist. Hier existierte offenbar auch ein Friedhof, denn mehrfach wurden bei Bauarbeiten in der Vorstadt bei der ehemaligen Brauerei Sargreste und Knochen gefunden, so zuletzt am 16. September 1902.
1498 ist eine Niklaskapelle belegt, über die sonst nichts bekannt ist. Diese soll angeblich älter gewesen sein als die Georgenkirche. Der Autor Walter Schlesinger zweifelte dies aber an. Der Abschnitt zwischen Gartenstraße und Kreuzgraben hieß 1799 „Niklasberg“. „Nickelstufen“ hieß die Treppe am Niklasberg. Es wird vermutet, dass Niklaskapelle und Marienkapelle ein und dasselbe Gotteshaus waren.
Schon am 9. September 1556 wurde der neue Glauchauer Hauptfriedhof „am Niedertor“ – also der auf dem „Gottesacker(berg)“ – geweiht. Demzufolge muss der an der Kirche St. Georgen zuvor aufgelöst worden sein. Die dortige neue Gottesackerkapelle (ehemals am heutigen Schillerplatz / Schillerpark), wurde zwischen 1581 und 1583 errichtet und am 13. März 1583 geweiht. Ihre Weihe erfolgte gleichzeitig mit der Trauerfeier für den Glauchauer Sebastian Röder, der gerade im – für damalige Maßstäbe extrem hohen – Alter von 105 Jahren verstorben war. 1799 wurde der neue „Gottesacker-Friedhof“ auf einem Glauchauer Meilenblatt benannt, aber 1882 auf einem Stadtplan schon als „Alter Friedhof“. Dieser letztere Gottesacker-Friedhof wurde nämlich am 1. Juni 1869 aufgelassen, als an der Lichtensteiner Straße der neue (dritte) Glauchauer Friedhof eingerichtet wurde (geweiht am 3. Juni 1869). Die in der Gottesackerkirche vorhanden gewesene Orgel wurde nicht von Johann Friedrich Ladegast erbaut, sondern von dessen älterem Bruder Johann Christlieb Ladegast (* 1813). Der Gottesacker-Friedhof mit der darin stehenden Gottesackerkirche war von einer Mauer umgeben, in der sich ein großes Doppelportal im Stil der Renaissance befand. Bei der Auflösung dieses Friedhofs wurde das kunstgeschichtlich wertvolle Doppelportal abgebaut und 1896 in den Innenraum der Friedhofskapelle des neuen Friedhofs umgesetzt. Hier ist es vor Verwitterung geschützt, wird aber kaum noch von Besuchern wahrgenommen, da diese Kapelle nur zu besonderen Terminen und Trauerfeiern geöffnet ist. Diese Friedhofskapelle im Stil des Spätklassizismus wurde auf dem 1869 eröffneten Friedhof an der Lichtensteiner Straße errichtet.
1909 wurde in der Unterstadt „auf dem Wehrdigt“ eine Kirche erbaut, die keinen Vorgängerbau hatte: die evangelisch-lutherische Lutherkirche.
1911 wurde die nun Gottesackerkirche genannte Kapelle auf dem Gottesackerberg – der Friedhof existierte hier schon nicht mehr – wegen angeblicher Baufälligkeit abgerissen. Zeitweise sollte hier ein neues Rathaus gebaut werden. Man errichtete schließlich nahe ihrem ehemaligen Standort die Höhere Webschule. Grabsteine bedeutender Persönlichkeiten wurden von der Außenseite der Gottesacker- zunächst an die Außenseite der Georgenkirche umgesetzt, um 2004 schließlich ins Museum Schloss Hinterglauchau (Lapidarium) verbracht zu werden.
Von 1954 bis 1956 errichtete die Stadt Glauchau die katholische Pfarrkirche St. Mariä Himmelfahrt, oft einfach St. Marien genannt, in der Oberstadt von Glauchau nahe dem Rosarium. Dies erfolgte hauptsächlich wegen der vielen zugezogenen katholischen Vertriebenen. Sie hat einen separat stehenden 17 m hohen Glockenturm. Am 20. November 1956 wurde sie geweiht. Im Innern befindet sich eine 1964 geweihte Jehmlich-Orgel sowie in der seitlichen Marienkapelle (2020) ein gotischer geschnitzter Marienaltar aus einer ehemaligen katholischen Kapelle des Schlosses Forderglauchau.

### Burgstall „Die Wahl“ (Glauchau)
Bis heute überliefert hat sich „Die Sage vom Schloss auf der großen Wiese bei Schönbörnchen“, die bereits auf einen Burgstall (abgegangene Burg) hinwies:
In alten Zeiten befand sich auf der großen Wiese bei Schönbörnchen ein Schloss. Dessen Besitzer war ein Ritter, der sieben unverheiratete Töchter hatte. In der Nähe des Schlosses war es nicht geheuer. Neben einem Graben, der heute eingeebnet ist, führten eine menge Irrlichter den nächtlichen Wanderer auf falsche Wege. Viel schlimmer war jedoch der Umstand, dass es sich bei dem Bau um ein Raubschloss handelte. Es wurde der „Weiler“ genannt und hatte einen unterirdischen Verbindungsgang zum „Lug“ dem Raubritterschloss auf dem Scherberg. Auf dem Raubritterschloss hat man die Reisenden „erlugt“, im Weiler" ist dann die Beute geteilt worden.
Als Sachsen um 1800 neu kartografisch erfasst wurde, erstellte Major Friedrich Ludwig Aster auch „Astersche Meilenblätter“ von Glauchau. Diese weisen auf der großen Wiese bei Schönbörnchen eine als „die Wahl“ bezeichnete Ringwallanlage auf.
Im Jahr 1846 schrieb Albert Schiffner: „Noch vor des Feldschlößchens Erreichung jedoch wollen wir links eine 1846 eingeebnete Stelle bemerken, an welche sich die Sage von einem uralten Thurme knüpft, der hier das Thal beherrscht und große Schätze geschirmt habe. Wirklich fand man auch bei der Einebnung dieses, mit Wall und Graben umfaßten, alte Eichen tragenden Platzes unter dem Grundbau des gräflichen Lusthauses, welches im vorigen Jahrhundert unter dem Namen der Chaumière hier gestanden, einen zweiten mächtigen Grundbau aus Ziegeln von jetzt unbekannter Dimension.“
Noch 1981 war der Standort der Anlage unklar. Offenbar vor 1988 gelang es Bodendenkmalpflegern in der DDR-Zeit die Stelle zu finden, an der die Burganlage gestanden hatte. Zu einem späteren Zeitpunkt sollte eine Erforschung erfolgen. Dazu ist es wohl wegen des Untergangs der DDR 1989/1990 nie gekommen. Die Anlage soll „zwischen Sportpark und Sachsenallee“ lokalisiert sein. Gemeint sind offenbar Fußballstadion und Plattenbau-Siedlung „Sachsenallee“. Oberirdisch ist heute nichts zu sehen und die Stelle auch nicht gekennzeichnet. Es dürfte sich wohl um eine kleine Burganlage, z. B. eine Turmburg oder eine Turmhügelburg mit Wassergraben gehandelt haben. Sehr wahrscheinlich erscheint der Lage wegen – im Tale der Zwickauer Mulde – die Funktion als Zollburg. Es kann nicht ausgeschlossen werden, dass nach 1990 bei Bauarbeiten Reste der Anlage beseitigt oder überbaut wurden. Im genannten Areal befinden sich heute eine Straße, Gebäude der Stadtwerke Glauchau und Parkplätze.
Der Autor Walter Schlesinger stufte die Anlage als Turmhügelburg ein. Er vermutete hier den Sitz des schönburgischen Ministerialen Hermann von Graben, der in einer Urkunde des königlichen Landrichters Volrad von Colditz 1248 als Zeuge genannt wird (und sich nach der Wüstung Grabowe bei Glauchau – wohl sein Stammsitz – nannte). „Die Wahl“ soll auf dem Asterschen Meilenblatt Nr. 516 links der Straße von Glauchau nach Gesau eingezeichnet sein.

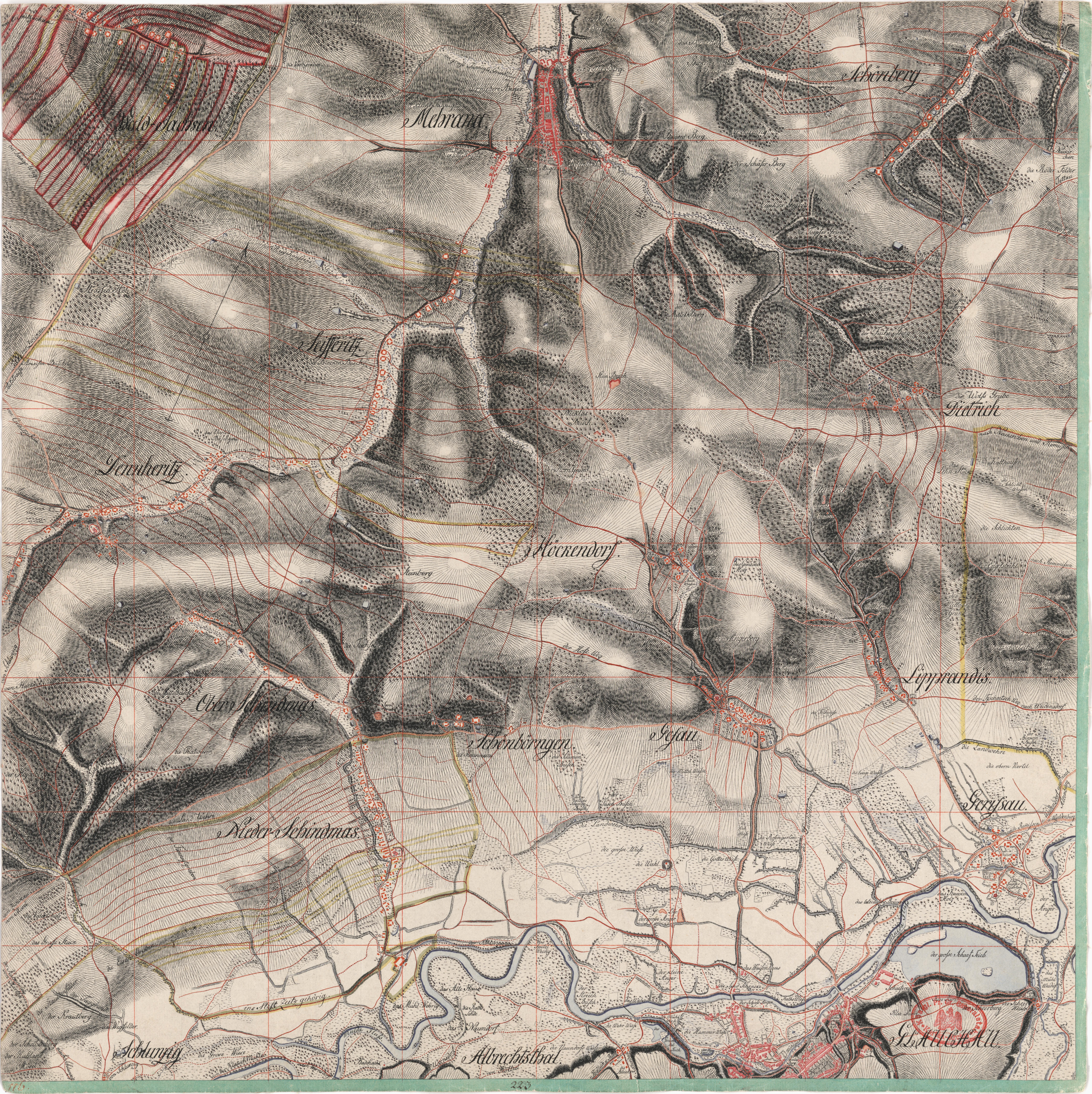
Meilenblatt B 116 von Sachsen mit eingezeichneter Ringwallanlage „die Wahl“ unterhalb von Gesau (Jahr: 1798; B=Berliner Original; Norden der Karte liegt etwa auf 1 Uhr)

Nach Rücksprache mit dem Landesamt für Archäologie Dresden teilte das Landratsamt Zwickau (Amt für Kreisentwicklung, Bauaufsicht und Denkmalschutz) am 13. Juli 2023 schriftlich (wegen gestellter Anfrage) mit, dass die abgegangene Wasserburg von Glauchau in der DDR-Denkmalliste des Bezirks Karl-Marx-Stadt von 1983 noch nicht erfasst war. Definitiv unter Bodendenkmalschutz steht die Anlage seit dem 23. Juli 1996 unter der Nummer „D-39080-03“. Der genaue Standort der Anlage wurde bisher nicht ermittelt, er soll sich aller Wahrscheinlichkeit nach aber nah an der Flutrinne der Zwickauer Mulde befinden. Des Weiteren wurde mitgeteilt, das eine jüngere (undatierte) Abschrift eines Wüstungsverzeichnisses durch Harald Quietzsch die Anlage auflistet. Im Jahre 1942 gab es bereits bei den Behörden eine Anfrage, ob in Glauchau eine Wallanlage existiert.
Auf dem Scherberg (am ehemaligen Scherteich und bei der Scheermühle) hingegen soll sich nach heutigem Wissensstand nie eine Burganlage befunden haben.

## Eingemeindungen
| Ehemalige Gemeinde           | Datum           | Anmerkung                         |
| ---------------------------- | --------------- | --------------------------------- |
| Albertsthal                  | 1. August 1918  | Eingemeindung nach Rothenbach     |
| Ebersbach                    | 1. Januar 1974  | Eingemeindung nach Reinholdshain  |
| Elzenberg                    | vor 1880        | Eingemeindung nach Niederlungwitz |
| Gesau                        | 1. April 1925   |                                   |
| Höckendorf                   | 1. Oktober 1929 |                                   |
| Hölzel                       | vor 1880        | Eingemeindung nach Wernsdorf      |
| Jerisau                      | 1. April 1937   |                                   |
| Kleinbernsdorf               | vor 1880        | Eingemeindung nach Reinholdshain  |
| Lipprandis                   | 19. Mai 1974    |                                   |
| Niederlungwitz               | 3. Oktober 1992 |                                   |
| Reinholdshain (mit Audörfel) | 3. Oktober 1992 |                                   |
| Rothenbach                   | 1. April 1929   |                                   |
| Schönbörnchen                | 1. Oktober 1929 |                                   |
| Voigtlaide                   | 1. August 1973  | Eingemeindung nach Wernsdorf      |
| Wernsdorf                    | 3. Oktober 1992 |                                   |

## Einwohnerentwicklung
Im Jahre 1550 hatte die schönburgische Residenzstadt Glauchau bereits etwa 1.350 Einwohner. Im Jahr 1801 waren 4.062 Einwohner registriert. Von 1821 bis 1871 stieg die Einwohnerzahl von 4.540 auf 22.036. Von 10.350 Einwohnern waren 1849 schon 8.397 in Gewerbe oder Industrie beschäftigt.
Entwicklung der Einwohnerzahl (ab 1960: 31. Dezember):
| 1834 bis 1939 - 1834: 06.296 - 1875: 21.743 - 1880: 21.358 - 1885: 21.715 - 1890: 23.405 - 1910: 25.155 - 1933: 31.199 - 1939: 33.833 | 1946 bis 1997 - 1946: 34.996 a - 1950: 35.387 b - 1960: 33.635 - 1971: 31.828 - 1981: 30.029 - 1984: 29.343 - 1995: 28.128 - 1997: 27.935 | 1999 bis 2010 - 1999: 27.592 - 2001: 27.047 - 2003: 26.633 - 2005: 26.044 - 2007: 25.357 - 2008: 24.991 - 2009: 24.684 - 2010: 24.442 | ab 2012 - 2012: 23.355 - 2013: 23.131 - 2014: 23.231 - 2015: 23.255 - 2016: 22.925 - 2017: 22.718 - 2018: 22.440 - 2019: 22.233 | ab 2020 - 2020: 21.965 - 2021: 21.914 - 2022: 22.191 c |

Einwohnerentwicklung von Glauchau von 1834 bis 2018 nach nebenstehender Tabelle

Datenquelle ab 1998: Statistisches Landesamt Sachsen
Im eigentlichen Stadtgebiet wohnten im Dezember 2022 insgesamt 13.845 Einwohner.

## Gedenkstätten
- Gedenkanlage im Schillerpark für kommunistische Widerstandskämpfer und Opfer des Faschismus
- Eine Grabstätte mit Gedenktafel auf dem Friedhof des Ortsteils Wernsdorf erinnert an sechs sowjetische Kriegsgefangene und Zwangsarbeiter, die im Zweiten Weltkrieg nach Deutschland verschleppt wurden.

## Religionen
Christliche Kirchen und Gemeinden haben in Glauchau eine lange Tradition. Einige davon wurden im 19. Jahrhundert gegründet, die großen Kirchen schauen auf eine längere Geschichte zurück.
Zur Evangelisch-Lutherischen Landeskirche Sachsens gehören die Kirchgemeinde St. Georgen und die Luthergemeinde in Glauchau sowie die Kirchgemeinden Lobsdorf-Niederlungwitz und Wernsdorf. Die Glauchauer Katholiken gehören zur Pfarrei Mariä Himmelfahrt. Ferner gibt es eine Neuapostolische Gemeinde sowie verschiedene freikirchliche Gemeinden.
Die Evangelisch-Freikirchliche Gemeinde in Glauchau & Meerane (Baptisten) ging im Jahre 1939 aus der Arbeit der Wagenmission des Pastors G. Mewes hervor. Seitdem hat sich diese Gemeinde ständig weiterentwickelt. Es wurde ein Gemeindehaus gebaut und eine Zweigstelle in Meerane gegründet.
Die Zeugen Jehovas betreiben an der Grenayer Straße einen von insgesamt neun „Kongresssälen“ in Deutschland, der für überregionale Kongresse und Tagungen der Religionsgemeinschaft genutzt wird. Im Kongresssaal sind auch die vier Glauchauer Gemeinden untergebracht, die sich dort zu ihren wöchentlichen Zusammenkünften treffen.
Es gibt noch einige andere christliche Gemeinden in Glauchau, darunter die Adventgemeinde Glauchau (Kirchenbau des 19. Jahrhunderts, Dr.-Walter-Hüttel-Straße 1) und die Evangelische C-Punkt-Gemeinde Glauchau und die Christengemeinde Elim. Kennzeichnend sind die Zusammenarbeit der Kirchen und Gemeinden und die Vielzahl gemeinsamer Projekte, z. B. Jesus House Glauchau.
Die Mehrheit der Bevölkerung gehört keiner Glaubensgemeinschaft an.

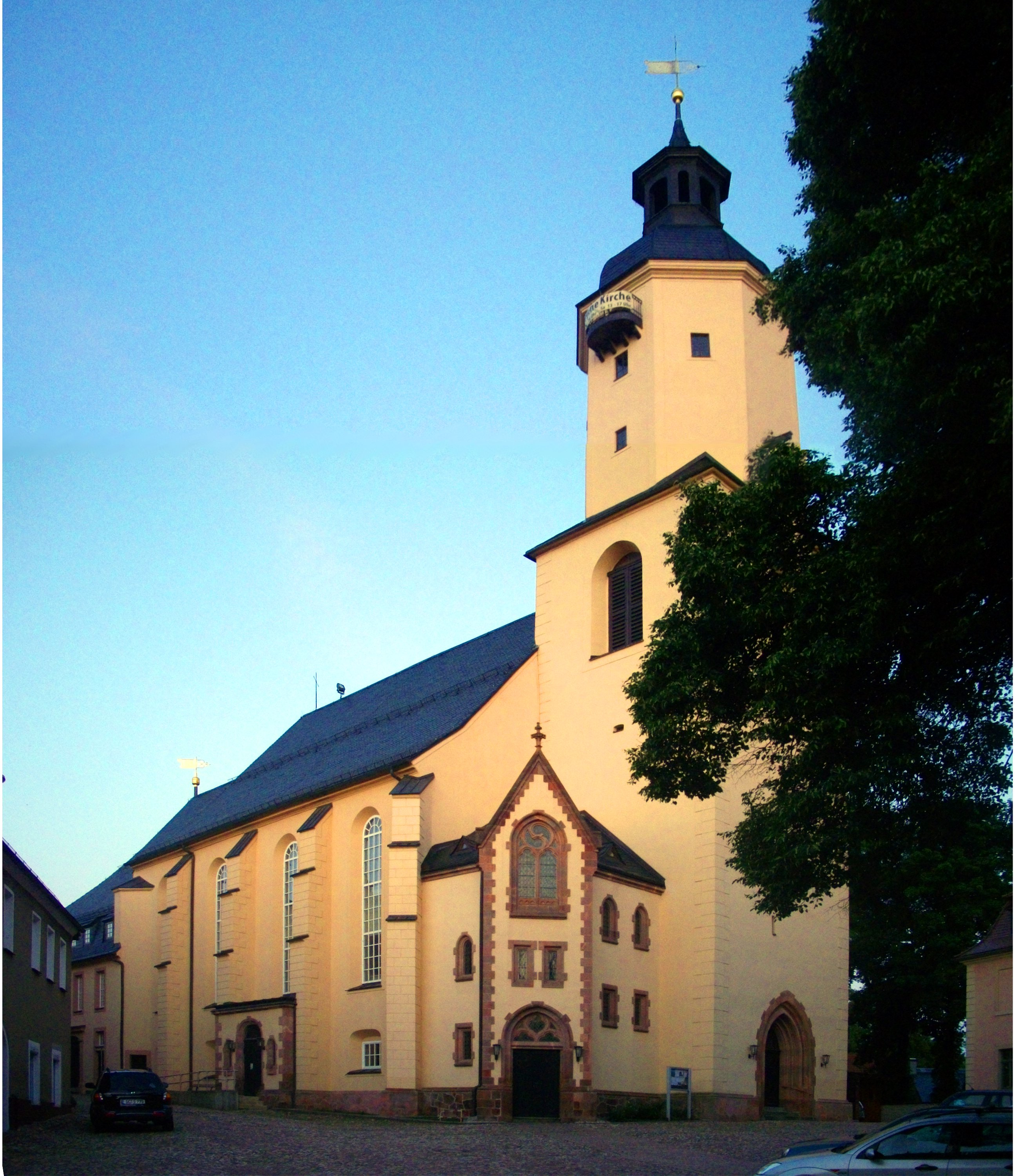
Evangelische Stadtkirche St. Georgen (1726–1728) in der Oberstadt
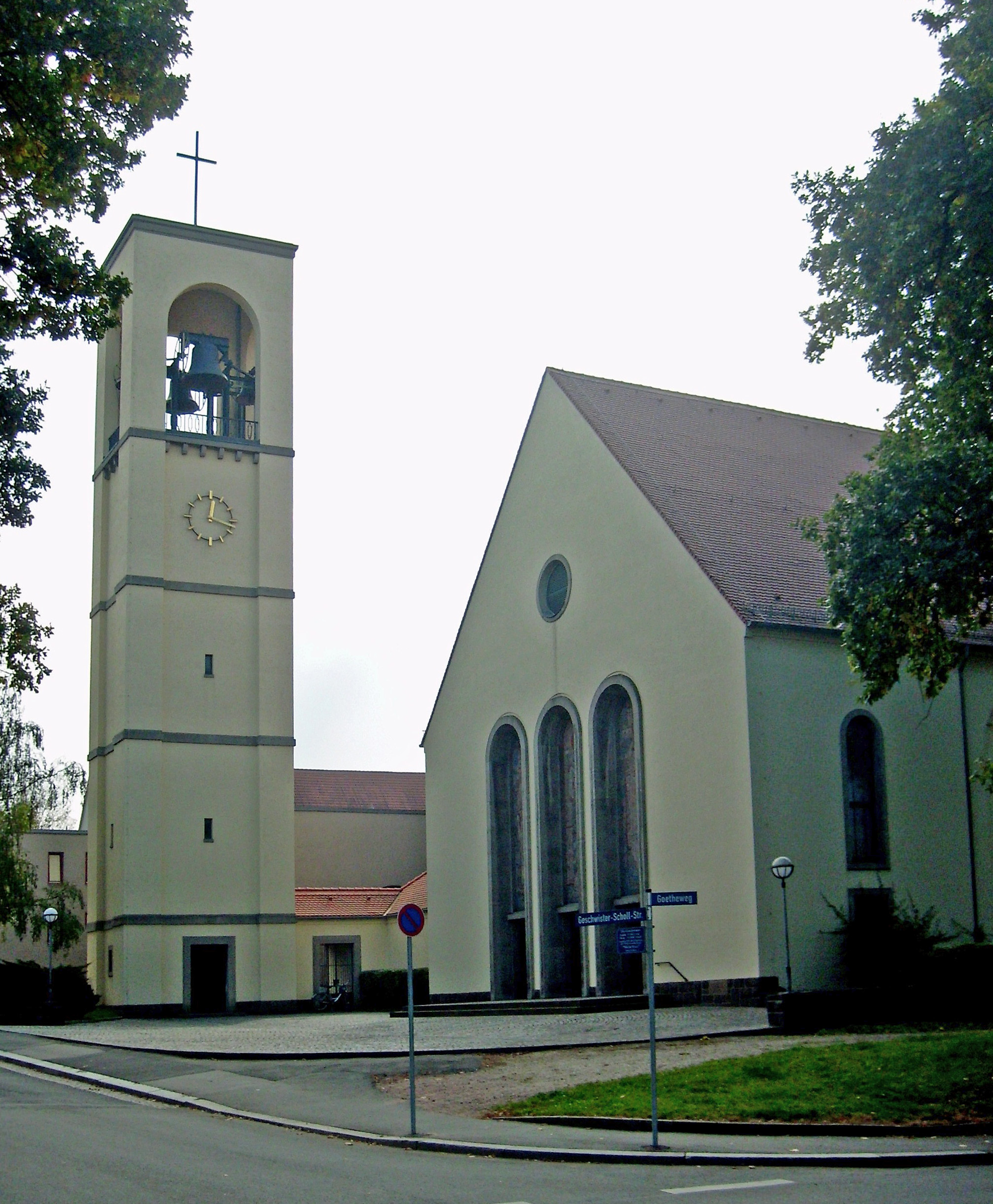
Katholische Kirche St. Mariä Himmelfahrt (1954–1956) in der Oberstadt
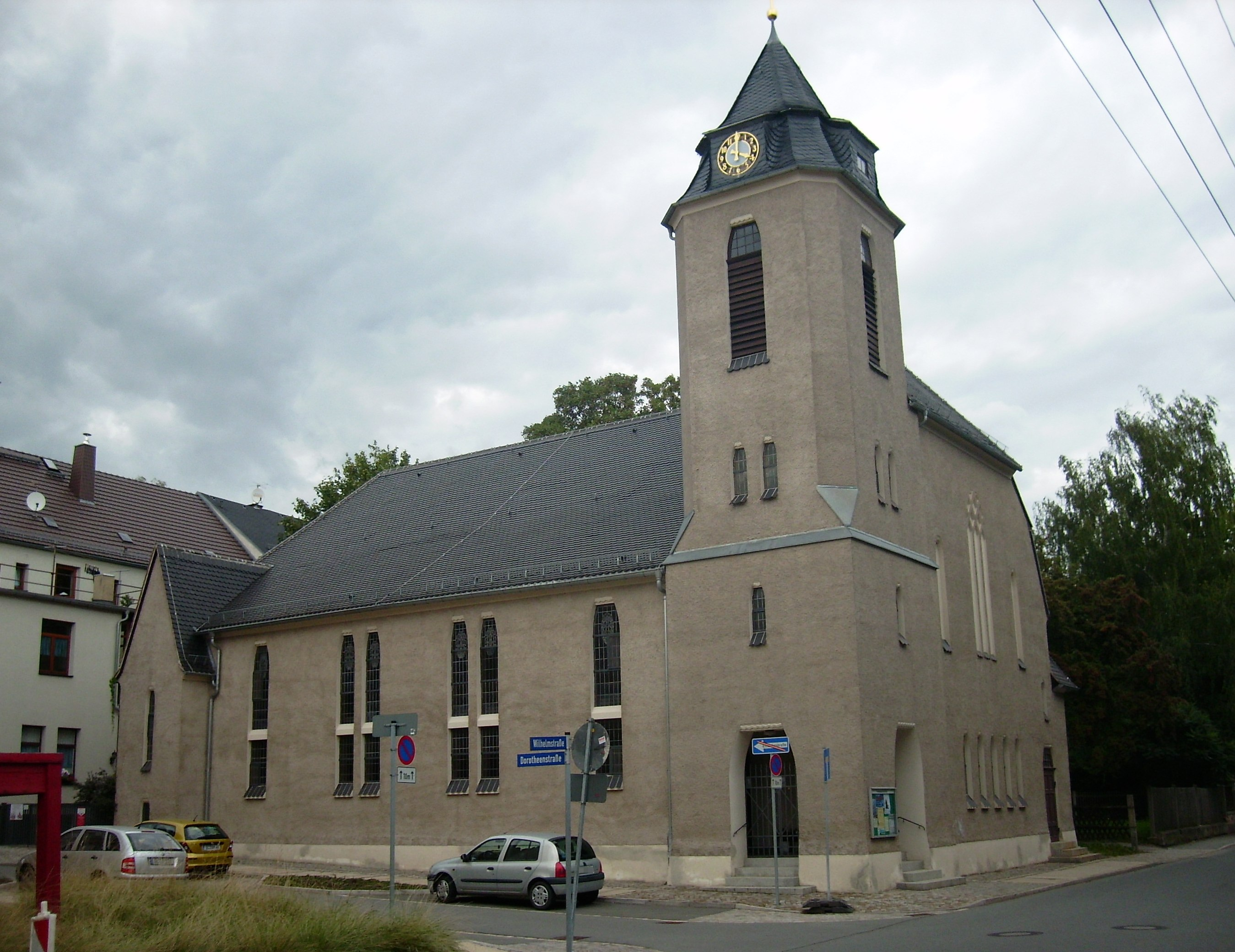
Evangelische Lutherkirche (1909) in der Unterstadt, „Wehrdigt“

## Politik

### Stadtrat

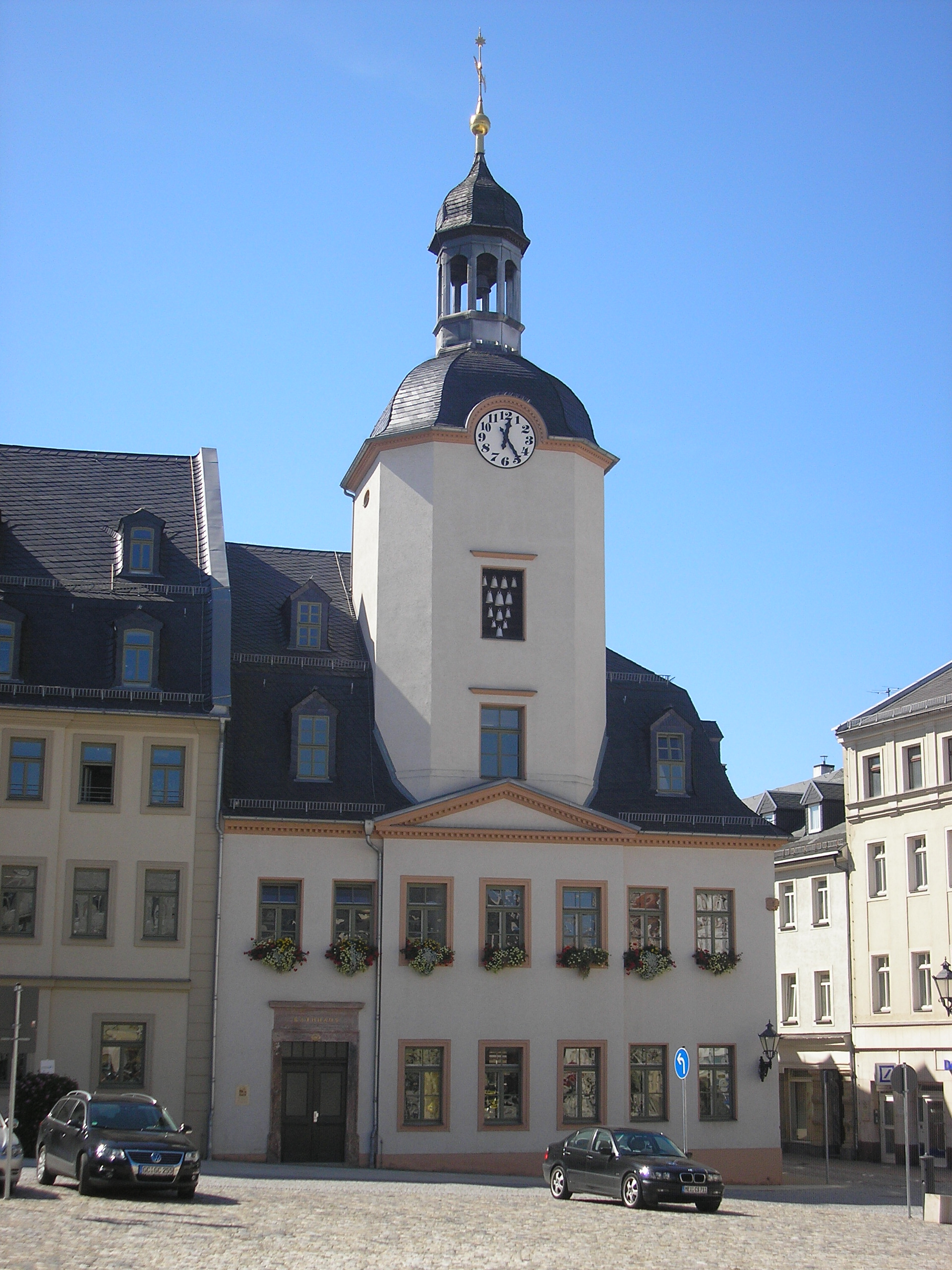
Rathaus Glauchau

Der Stadtrat von Glauchau setzt sich aus 26 Stadträten und dem Bürgermeister zusammen. Die letzte Stadtratswahl fand am 9. Juni 2024 statt. Die Sitze des Stadtrates verteilen sich folgendermaßen auf die einzelnen Gruppierungen:
- CDU: 6 Sitze
- AfD: 5 Sitze
- WIR gemeinsam für unsere Stadt (WuS): 5 Sitze
- Die Glauchauer: 2 Sitze1)
- SPD: 2 Sitze
- FWG Glauchau e. V.: 2 Sitze
- LINKE: 1 Sitz
- FDP: 1 Sitz
- GRÜNE: 1 Sitz
- Freie Sachsen: 1 Sitz

1)„Die Glauchauer“ sind als Abspaltung der Freien Wähler im Stadtrat entstanden
| Sitzverteilung im StadtratInsgesamt 26 Sitze - Linke: 1 - Grüne: 1 - SPD: 2 - FDP: 1 - WIR gemeinsam für unsere Stadt: 5 - Die Glauchauer: 2 - FWG: 2 - CDU: 6 - AfD: 5 - FS: 1 | Liste                          | 2024   | 2024   | 2019   | 2019   | 2014   | 2014   |
| Sitzverteilung im StadtratInsgesamt 26 Sitze - Linke: 1 - Grüne: 1 - SPD: 2 - FDP: 1 - WIR gemeinsam für unsere Stadt: 5 - Die Glauchauer: 2 - FWG: 2 - CDU: 6 - AfD: 5 - FS: 1 | Liste                          | Sitze  | in %   | Sitze  | in %   | Sitze  | in %   |
| Sitzverteilung im StadtratInsgesamt 26 Sitze - Linke: 1 - Grüne: 1 - SPD: 2 - FDP: 1 - WIR gemeinsam für unsere Stadt: 5 - Die Glauchauer: 2 - FWG: 2 - CDU: 6 - AfD: 5 - FS: 1 | CDU                            | 6      | 25,0   | 7      | 26,0   | 11     | 38,2   |
| Sitzverteilung im StadtratInsgesamt 26 Sitze - Linke: 1 - Grüne: 1 - SPD: 2 - FDP: 1 - WIR gemeinsam für unsere Stadt: 5 - Die Glauchauer: 2 - FWG: 2 - CDU: 6 - AfD: 5 - FS: 1 | AfD                            | 5      | 19,1   | 2      | 14,2   | –      | –      |
| Sitzverteilung im StadtratInsgesamt 26 Sitze - Linke: 1 - Grüne: 1 - SPD: 2 - FDP: 1 - WIR gemeinsam für unsere Stadt: 5 - Die Glauchauer: 2 - FWG: 2 - CDU: 6 - AfD: 5 - FS: 1 | WIR gemeinsam für unsere Stadt | 5      | 19,1   | –      | –      | –      | –      |
| Sitzverteilung im StadtratInsgesamt 26 Sitze - Linke: 1 - Grüne: 1 - SPD: 2 - FDP: 1 - WIR gemeinsam für unsere Stadt: 5 - Die Glauchauer: 2 - FWG: 2 - CDU: 6 - AfD: 5 - FS: 1 | Die Glauchauer                 | 2      | 9,7    | –      | –      | –      | –      |
| Sitzverteilung im StadtratInsgesamt 26 Sitze - Linke: 1 - Grüne: 1 - SPD: 2 - FDP: 1 - WIR gemeinsam für unsere Stadt: 5 - Die Glauchauer: 2 - FWG: 2 - CDU: 6 - AfD: 5 - FS: 1 | SPD                            | 2      | 8,7    | 3      | 12,3   | 4      | 16,7   |
| Sitzverteilung im StadtratInsgesamt 26 Sitze - Linke: 1 - Grüne: 1 - SPD: 2 - FDP: 1 - WIR gemeinsam für unsere Stadt: 5 - Die Glauchauer: 2 - FWG: 2 - CDU: 6 - AfD: 5 - FS: 1 | FWG Glauchau e. V.             | 2      | 6,2    | 6      | 20,8   | 4      | 16,3   |
| Sitzverteilung im StadtratInsgesamt 26 Sitze - Linke: 1 - Grüne: 1 - SPD: 2 - FDP: 1 - WIR gemeinsam für unsere Stadt: 5 - Die Glauchauer: 2 - FWG: 2 - CDU: 6 - AfD: 5 - FS: 1 | Linke                          | 1      | 4,4    | 3      | 12,1   | 5      | 17,7   |
| Sitzverteilung im StadtratInsgesamt 26 Sitze - Linke: 1 - Grüne: 1 - SPD: 2 - FDP: 1 - WIR gemeinsam für unsere Stadt: 5 - Die Glauchauer: 2 - FWG: 2 - CDU: 6 - AfD: 5 - FS: 1 | FDP                            | 1      | 3,0    | 2      | 10,3   | 2      | 7,9    |
| Sitzverteilung im StadtratInsgesamt 26 Sitze - Linke: 1 - Grüne: 1 - SPD: 2 - FDP: 1 - WIR gemeinsam für unsere Stadt: 5 - Die Glauchauer: 2 - FWG: 2 - CDU: 6 - AfD: 5 - FS: 1 | Grüne                          | 1      | 2,7    | 1      | 4,4    | –      | 3,3    |
| Sitzverteilung im StadtratInsgesamt 26 Sitze - Linke: 1 - Grüne: 1 - SPD: 2 - FDP: 1 - WIR gemeinsam für unsere Stadt: 5 - Die Glauchauer: 2 - FWG: 2 - CDU: 6 - AfD: 5 - FS: 1 | FS                             | 1      | 2,1    | –      | –      | –      | –      |
| Sitzverteilung im StadtratInsgesamt 26 Sitze - Linke: 1 - Grüne: 1 - SPD: 2 - FDP: 1 - WIR gemeinsam für unsere Stadt: 5 - Die Glauchauer: 2 - FWG: 2 - CDU: 6 - AfD: 5 - FS: 1 | Wahlbeteiligung                | 65,7 % | 65,7 % | 58,1 % | 58,1 % | 44,8 % | 44,8 % |

### Bürgermeister
Bis 2022 war der parteilose Peter Dresler Oberbürgermeister, er wurde 2015 mit 72,2 % der Stimmen gewählt.
Bei der Bürgermeisterwahl am 12. Juni 2022 wurde Marcus Steinhart (CDU) mit absoluter Mehrheit im ersten Wahlgang zum nächsten Oberbürgermeister von Glauchau gewählt.
| Ergebnis der Bürgermeisterwahl 2022 | Ergebnis der Bürgermeisterwahl 2022 | Ergebnis der Bürgermeisterwahl 2022 | Ergebnis der Bürgermeisterwahl 2022 |
| Kandidat                            | Stimmen (absolut)                   | Stimmen (%)                         | Politische Unterstützung            |
| ----------------------------------- | ----------------------------------- | ----------------------------------- | ----------------------------------- |
| Marcus Steinhart                    | 4.742                               | 57,0                                | CDU                                 |
| Thomas Kubbe                        | 1.264                               | 15,2                                | Einzelbewerber                      |
| Andreas Matthäi                     | 783                                 | 9,4                                 | Freie Wähler Glauchau e. V.         |
| Mandy Bauch                         | 746                                 | 9,0                                 | GRÜNE                               |
| Felix Beyer                         | 703                                 | 8,5                                 | SPD                                 |
| Billy Bauer                         | 80                                  | 1,0                                 | FDP                                 |
| Wähler/Wahlbeteiligung              | 8.426                               | 45,8                                |                                     |
| Gültige Stimmen                     | 8.318                               | 98,7                                |                                     |
| Ungültige Stimmen                   | 108                                 | 1,3                                 |                                     |

| Wahl | Bürgermeister     | Vorschlag   | Wahlergebnis (in %) |
| ---- | ----------------- | ----------- | ------------------- |
| 2022 | Marcus Steinhart  | CDU         | 57,0                |
| 2015 | Peter Dresler     | Dr. Dresler | 72,2                |
| 2008 | Peter Dresler     | Dr. Dresler | 62,7                |
| 2001 | Karl-Otto Stetter | Stetter     | 61,2                |
| 1994 | Karl-Otto Stetter | CDU         | 54,9                |

### Wappen, Stadtfahne und Stadtsiegel
Ein älteres Wappen zeigte eine zinnenbekrönte Mauer, in deren Mitte einen doppelbehelmten Turm mit offenem Tor und Fallgatter. Rechts von ihm ein schönburgisches Wappen, links ein Halbmond.
Ein ältestes Stadtsiegel, mutmaßlich aus dem 14. Jahrhundert, zeigt das ältere Stadtwappen noch ohne schönburgisches Wappen und ohne Halbmond. Das Siegel der rechtlich unabhängigen „Vorstadt“ von 1606 zeigt einen zinnenbekrönten Turm, im offenen Tor das schönburgische Wappen.

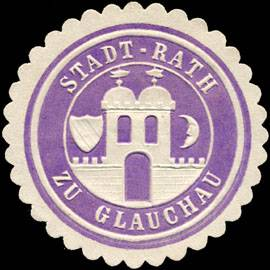
Ältere Wappenversion in einer Siegelmarke
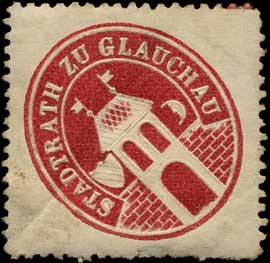
Ältere Wappenversion (Siegelmarke)
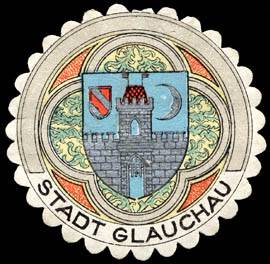
Neuere Wappenversion mit Fallgatter im Tor (Siegelmarke)

#### Aktuelle Wappen und Stadtflagge
|  |  |

| | Blasonierung: „In Blau eine silberne Burg mit Zinnenmauer und breitbedachtem, mit rotweißen Fähnchen bestecktem Turm; rechts vom Turm ein dreimal rotsilbern schräggeteilter Schild, links ein zugewendeter gesichtiger silberner Halbmond.“ |
| Wappenbegründung: Das Wappen entstand in seiner heutigen Ansicht im 19. Jahrhundert. Im blauen Feld des Wappens befindet sich eine silberne Burg mit rotem Dach und Fähnchen in rot und weiß. Beseitet wird diese Burg rechts von dem Schönburgischen Wappen (rot und silber) 3-fach schräg rechts geteilt und links von einem silbernen Halbmond. Das (ältere?) Wappen erscheint erstmals auf einem Siegel von 1576. Die aktuelle Stadtfahne ist rot-weiß gestreift. Glauchau erhielt am 15. April 1897 die Genehmigung der Königlichen Kreishauptmannschaft Zwickau zur Führung des von der Direktion des Hauptstaatsarchives Dresden festgestellten Wappens und der Flagge. | |

### Städtepartnerschaften
Glauchau pflegt Städtepartnerschaften mit
- Bielefeld-Jöllenbeck, Deutschland, seit 1989
- Bürstadt, Deutschland, seit 1990/1991
- Iserlohn, Deutschland, seit 1991/1992
- Jibou, Rumänien, seit 1992
- Zgierz, Polen, seit 1996/1997
- Grenay, Frankreich, seit 1996/1997
- Vermelles, Frankreich, seit 1998
- Lynchburg (Virginia), USA, seit 2007

## Kultur und Sehenswürdigkeiten

### Bauwerke
Wo heute das Schloss Hinterglauchau steht, wurde zwischen 1170 und 1180 eine Burg errichtet. Zwischen 1470 und 1485 wurde diese in ein spätgotisches Schloss umgewandelt. Eine Doppelschlossanlage entstand mit der Errichtung von Schloss Forderglauchau von 1527 bis 1534, das als frühester Renaissancebau in Mitteldeutschland gilt. Im selben Zeitraum wurde Hinterglauchau im Renaissancestil umgebaut. Im April 1945 brannte durch Artilleriebeschuss der westliche Teil des Südtraktes des Schlosses Forderglauchau aus. Heute beherbergt Hinterglauchau das Heimatmuseum sowie eine Kunstsammlung, Forderglauchau eine Bibliothek, Musikschule und Galerie.

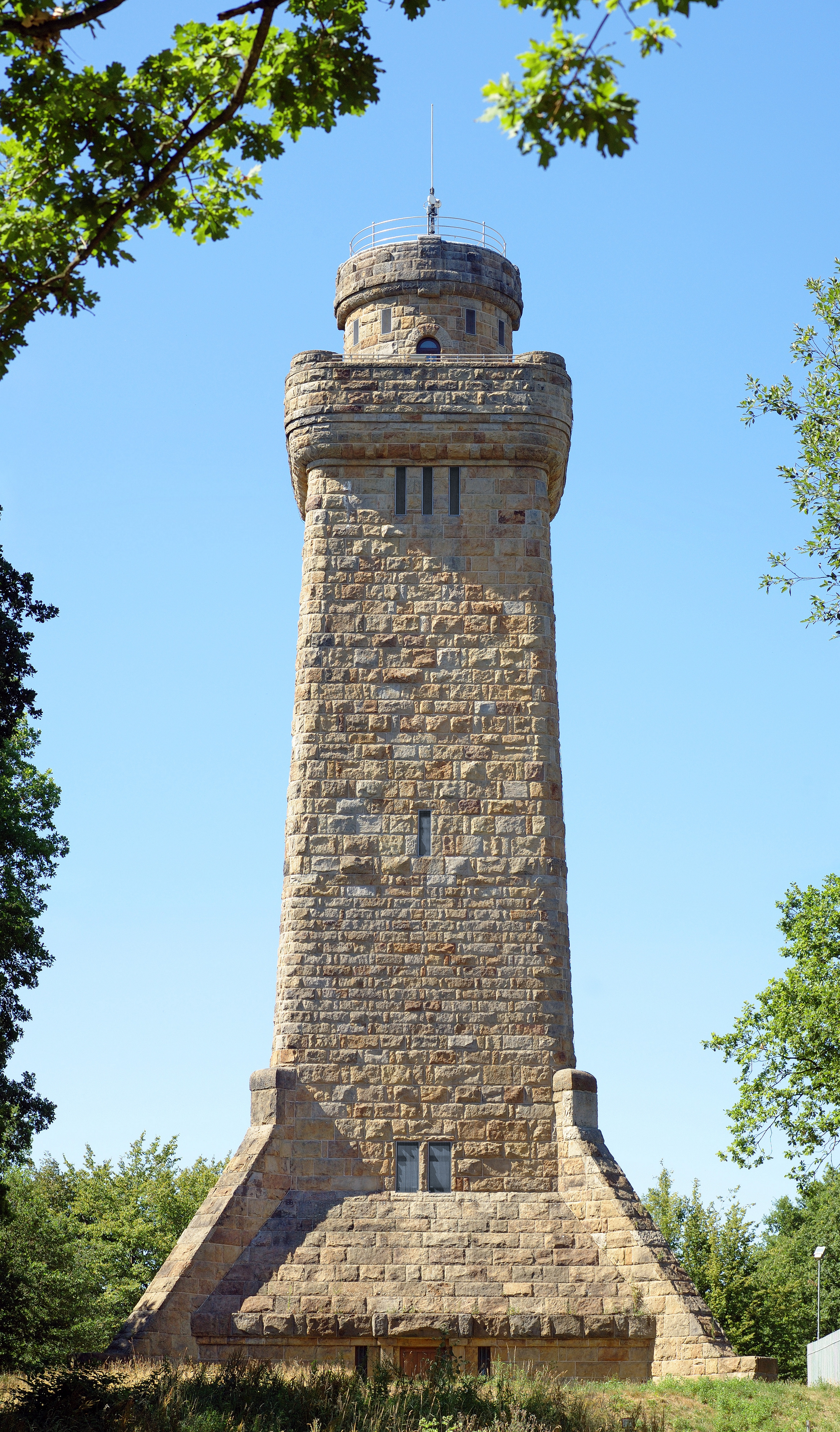
Bismarckturm Glauchau

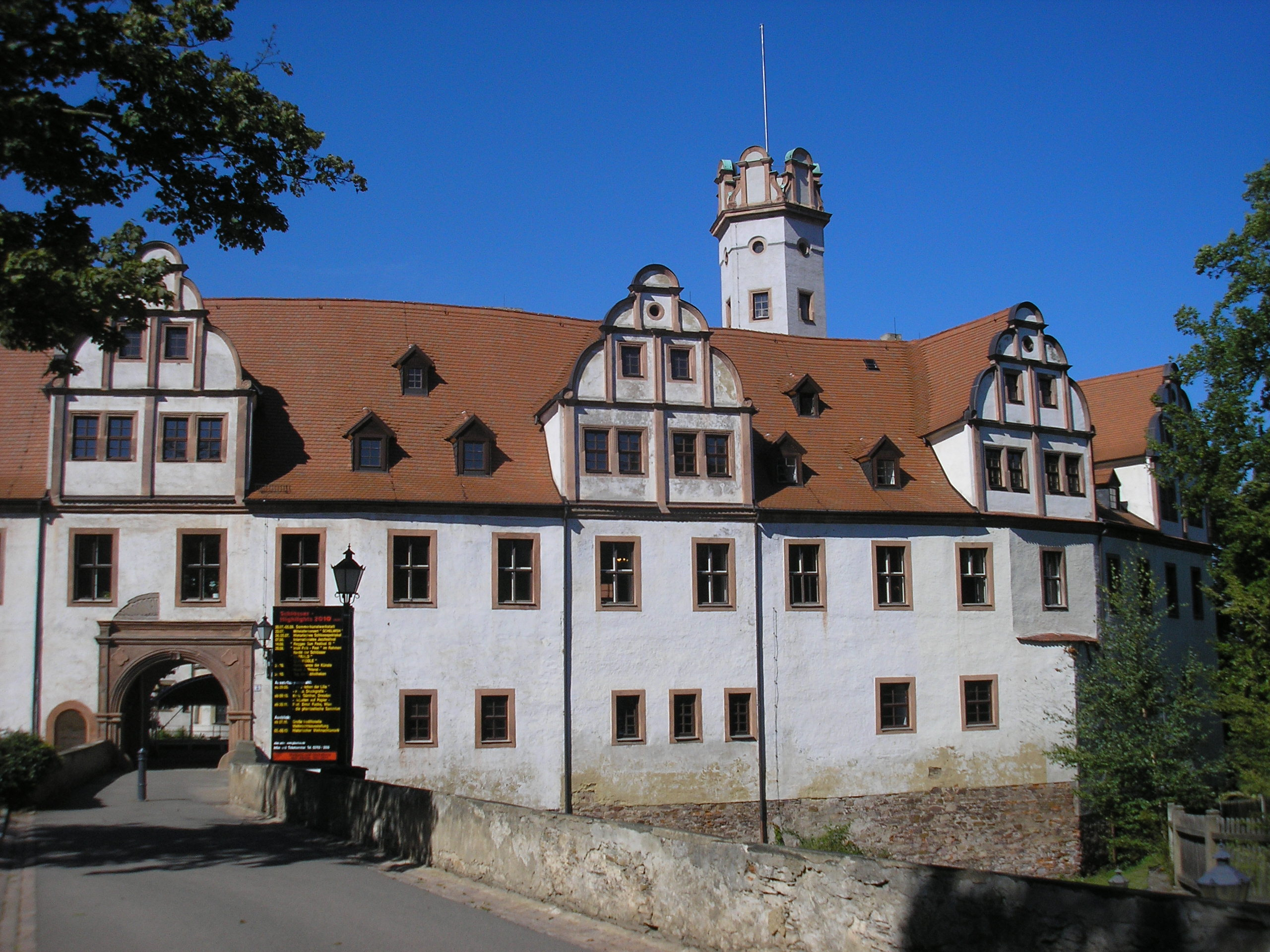
Schloss Forderglauchau
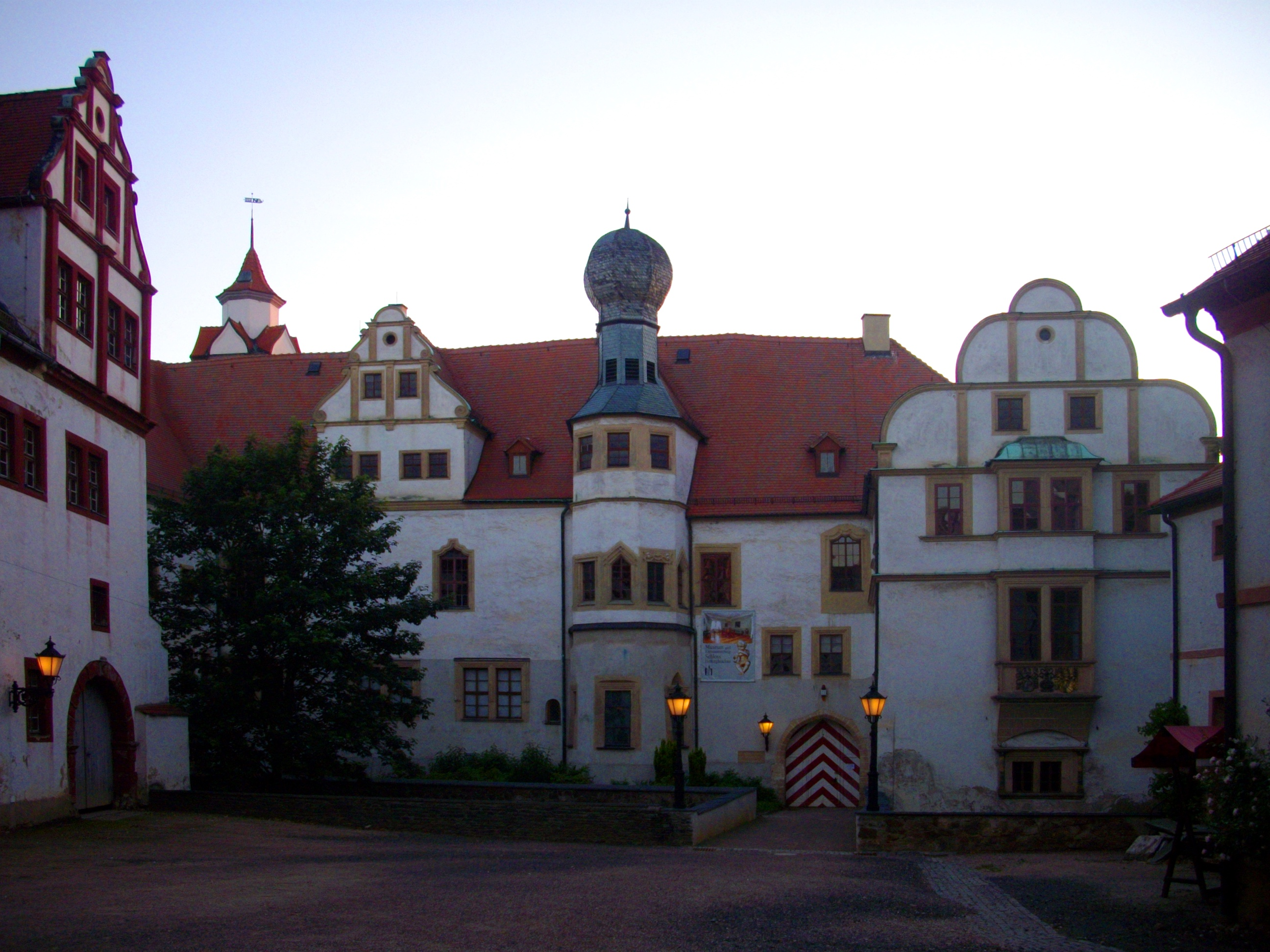
Schloss Hinterglauchau

Die barocke Stadtkirche St. Georgen, nach dem Brand von 1712 in den Jahren 1726 bis 1728 wiederaufgebaut und 2005/2006 restauriert, besitzt neben dem Hauptaltar aus Sandstein einen kleinen spätgotischen Flügelaltar von 1510 und eine Orgel von Gottfried Silbermann aus dem Jahr 1730.
Das Villenviertel im Südwesten der Stadt ist ein einzigartiges Zeugnis des Historismus. Heute existieren noch mehr als 25 Villen in diesem Viertel. Viele wurden im Stil des Historismus (Lossow’sche Villa, Clementinenstraße 8), der italienischen Renaissance (Hellmich-Villa, Friedrich-Ebert-Straße), des Jugendstils und des Klassizismus (Bößneck-Villa, Plantagenstraße) gebaut.
Im Rathausturm befindet sich ein Porzellanglockenspiel mit 13 Porzellanglocken aus Meißner Porzellan.
Auf dem Gelände des Bau Bildung Sachsen e. V. /ÜAZ Glauchau (Berufsausbildungszentrum der Baubranche) befindet sich ein halb erhaltener Ringofen ovaler Bauart, der teilweise entkernt und zu einem Saal umgenutzt wurde. Er befindet sich direkt im Einfahrtsbereich der privaten Bildungseinrichtung gegenüber dem Internatsgebäude und ist an Wochentagen meist zugänglich. Eine Hälfte des Ringofens wurde abgerissen. Die hier gebrannten Ziegel sollen seinerzeit bis nach Berlin geliefert worden sein. Der Ofenrest steht nicht unter Denkmalschutz. (Standort: Glauchau, Lungwitzer Straße 52)
Der Glauchauer Bismarckturm, zu DDR-Zeiten Friedensturm genannt, wurde 1908–1910 als Wasserturm und Aussichtsturm zum Gedenken an Otto von Bismarck errichtet. Er gilt als Wahrzeichen der Stadt. Der 46 Meter hohe Turm ist der höchste noch existierende Bismarckturm. Er war früher regelmäßig geöffnet, ist aber wegen herabfallender Steine und einer geplanten Sanierung bis auf weiteres für Besucher geschlossen. Bei gutem Wetter reicht die Sicht bis zum Fichtelberg.
Der Speicher in Niederlungwitz ist ein spätgotischer dreigeschossiger Holzbohlen-Bau aus dem Jahr 1492, der Teil eines bäuerlichen Vierseithofes ist. In Gesau befindet sich eine barocke Dorfkirche von 1741.

## Wirtschaft und Infrastruktur

### Verkehr

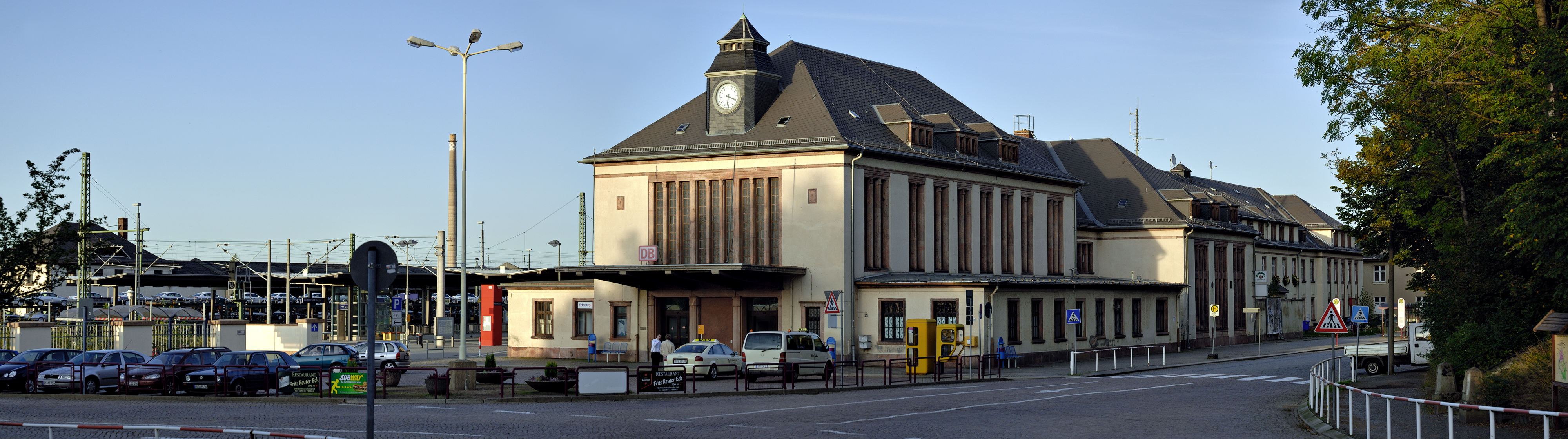
Bahnhof Glauchau

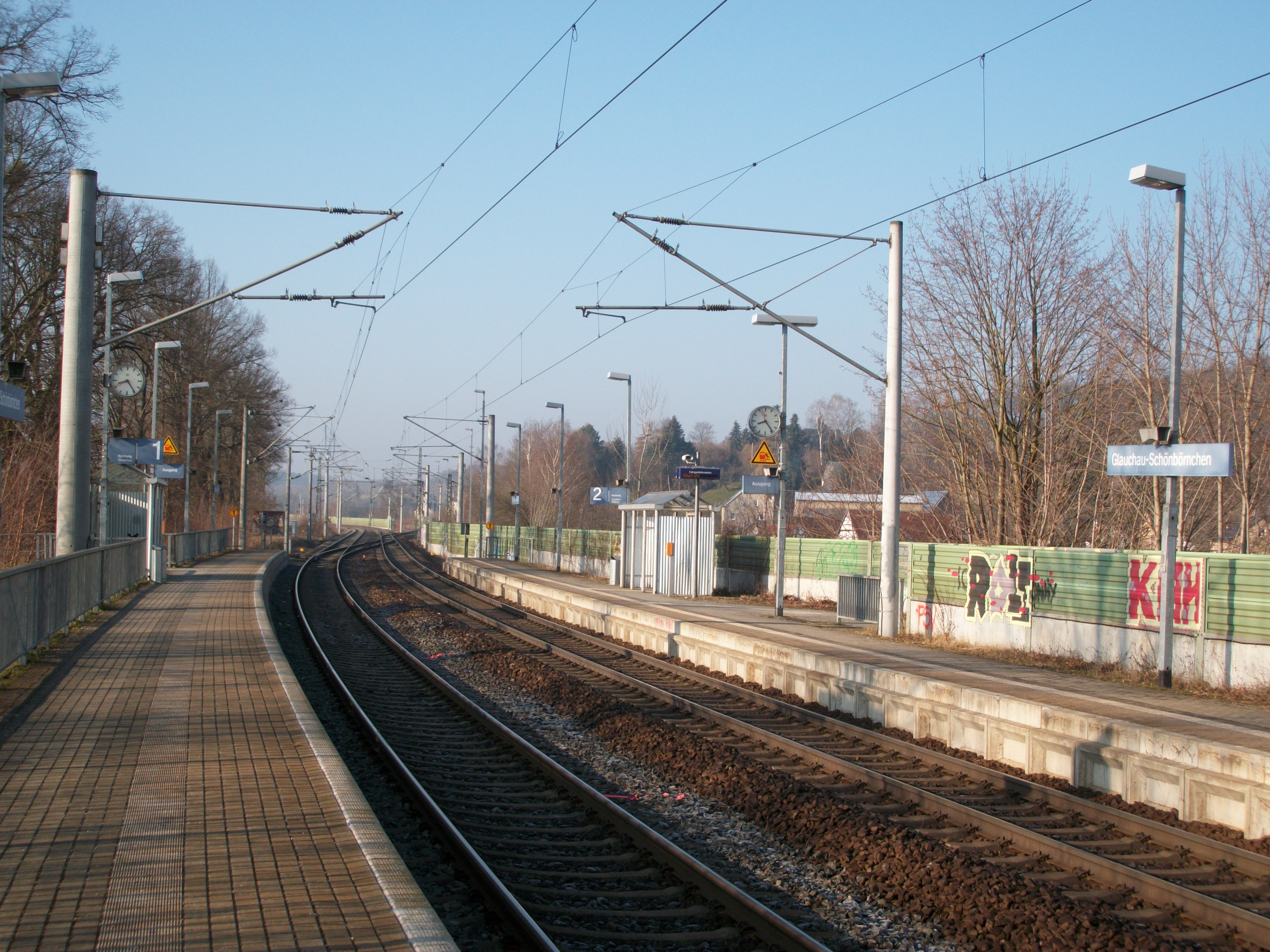
Haltepunkt Glauchau-Schönbörnchen (2016)

Glauchau ist über die zwei Anschlussstellen Glauchau Ost und Glauchau West an die nördlich entlangführende Bundesautobahn 4 angebunden. Von Südwesten nach Nordosten wird die Stadt außerdem von der Bundesstraße 175 durchquert. Diese ist zwischen der Unterstadt und dem Anschluss Glauchau Ost der A 4 bereits vor dem Zweiten Weltkrieg gebaut worden, heute ist sie vierspurig. Ein weiterer vierspuriger Ausbau nach Zwickau-Mosel zur Bundesstraße 93 ist vorgesehen.
Die Stadt liegt an der Bahnstrecke Dresden–Werdau, einem Teilstück der sogenannten Sachsen-Franken-Magistrale. Diese wird im Einstundentakt von den Regionalexpress-Zügen der Linie RE 3 Dresden–Hof sowie der im gleichen Rhythmus verkehrenden Regionalbahnlinie RB 30 Dresden–Zwickau bedient. Von der Bahnstrecke zweigt die Bahnstrecke Glauchau-Schönbörnchen–Gößnitz ab, die Teil der Mitte-Deutschland-Verbindung nach Erfurt ist. Auf dieser Verbindung verkehren RE-Züge im Zweistundentakt. Zudem besteht eine RB-Verbindung nach Gößnitz mit Anschluss nach Leipzig, ebenfalls im Zweistundentakt. Außerdem besteht die Möglichkeit, mit der City-Bahn nach Stollberg im Erzgebirge zu fahren. In Glauchau gibt es mit dem Bahnhof Glauchau (Sachs) und dem Haltepunkt Glauchau-Schönbörnchen zwei Stationen.
Der nächstgelegene internationale Flughafen ist der Flughafen Leipzig/Halle. Der 20 km entfernte Leipzig-Altenburg Airport fertigt seit 2011 keine Linienflüge mehr ab.

### Ansässige Unternehmen
In Glauchau sind viele Unternehmen des Maschinenbaus, des Fahrzeugbaus und der Textilindustrie angesiedelt. Die Unternehmen aus dem Bereich Fahrzeugbau nutzen die direkte Nähe zum Volkswagenwerk Zwickau in Mosel, das nur wenige Kilometer vor der Glauchauer Stadtgrenze liegt.
Große ansässige Unternehmen sind z. B:
- Schnellecke Logistics Sachsen GmbH
- Sachsentrans
- Saxony International School (SIS) gGmbH[161]
- ROOS GmbH Elektroheizgeräte
- WEMA Werkzeugmaschinenfabrik Glauchau GmbH
- ELTA-Bau GmbH – Werkzeugmaschinenbau für die Betonstahlindustrie
- A. Kayser Automotive Systems GmbH & Co. KG Glauchau[162]
- RUCKS-Maschinenbau GmbH

### Gesundheitswesen
Auf das erste 1842 eröffnete Krankenhaus der Stadt geht das Rudolf-Virchow-Klinikum Glauchau zurück, ein ehemaliges Kreiskrankenhaus, heute Krankenhaus der Regelversorgung mit 325 Akutbetten und 30 tagesklinischen Plätzen. Träger ist der Landkreis Zwickau.
Die 1934 von Heinrich von Wolffersdorff gegründete Augenklinik ist auch eine Reaktion auf die „Glauchauer Augenkrankheit“ infolge der Luftverschmutzung durch die Chemieindustrie (H2S). Sie besitzt mit ihren 25 Betten immer noch überregionale Bedeutung.

### Medien
In Glauchau erscheint als Tageszeitung die Glauchauer Zeitung, eine Lokalausgabe der Chemnitzer Freien Presse. Jeden Mittwoch und Samstag wird ferner das Anzeigenblatt WochenSpiegel verteilt.

### Bildung

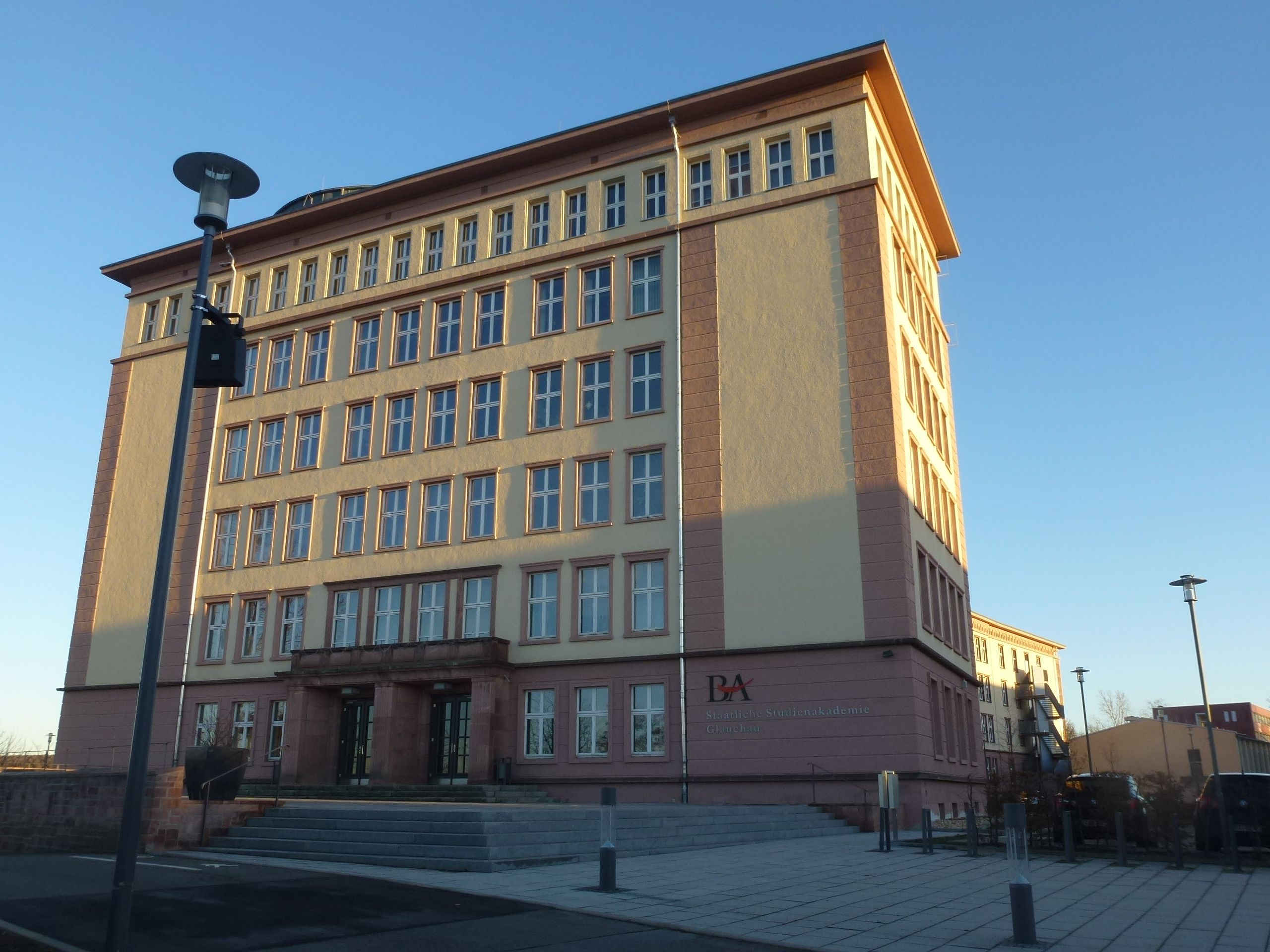
Berufsakademie Glauchau

In Glauchau existierte bereits vor 1500 eine Schule. Am 1. Januar 2007 gab es fünf Grundschulen, darunter eine europäische Grundschule, sowie zwei Oberschulen und ein Gymnasium. An der Berufsakademie Glauchau studieren über 1300 Personen, um einen den akademischen Graden der Fachhochschulen gleichwertigen Abschluss zu erwerben. Das Berufliche Schulzentrum „Dr. Friedrich Dittes“ bildet in den Bereichen Metalltechnik, Elektrotechnik, Informatik, Bau, Ernährung und Hauswirtschaft aus. Mögliche Ausbildungsformen sind die duale Berufsausbildung, die Fachoberschule, die Berufsfachschule, die berufsbildende Förderschule, das Berufsgrundbildungsjahr und das Berufsvorbereitungsjahr.

### Sicherheit
Die Stadt Glauchau unterhält im Stadtgebiet und in den Ortsteilen mehrere Feuerwehrhäuser der Freiwilligen Feuerwehr, die für den Brandschutz und die allgemeine Hilfe sorgt. Die vier Feuerwehrhäuser der Feuerwehr der Kernstadt stehen an der Erich-Fraaß-Straße, am Schindmaaser Weg, am Tunnelweg (im Ortsteil Gesau) und an der Schönberger Straße (im Ortsteil Lipprandis), sowie weitere bei den örtlichen Feuerwehren Niederlungwitz, Reinholdshain und Wernsdorf.

### Ehemalige Garnison
Mit dem Bau einer Kaserne wurde Glauchau ab 1913 Garnison der Sächsischen Armee. In der Folge war es Garnisonstadt der Wehrmacht und nach 1945 bis 1993 für die sowjetischen Truppen in Deutschland. Nach dem Abzug der sowjetischen Armee wurden schrittweise alle Gebäude der ehemaligen Kaserne abgerissen. Das Areal wurde bebaut mit einem Kindergarten (um 2019), einer Behinderten-Einrichtung, Parkplätzen für das neue (erweiterte) Glauchauer Krankenhaus sowie einer Sporthalle die zum Krankenhaus gehört, sowie mehreren neuen Gebäuden des Glauchauer Krankenhauses (nach 2000?).
Von der ehemaligen Kaserne blieben wohl nur die ehemaligen Offiziershäuser übrig, die an der Zufahrtsstraße zum heutigen Krankenhaus rechts der Straße liegen. Außerdem eine Toranlage der Kaserne mit einem Wachhäuschen. In diesem Wachhäuschen ist hinter einer Glasscheibe eine Sammlung von Büchern zur Geschichte von Glauchau öffentlich ausgestellt sowie einige Informationen zum Lebensweg des Georgius Agricola.
Ein Truppenübungsplatz – ehemals auch mit Unterständen und Bunkern – befand sich am oberen Ende der Lichtensteiner Straße auf dem Höhenrücken des Rümpfwalds, in Richtung Forsthaus gelegen. Dieses Areal wurde nach Einebnung der Bunker zum Naturschutzgebiet erklärt. Es wird von Wanderwegen durchzogen.

### Sport
In Glauchau gibt es mehrere Sportvereine. Die bekanntesten sind der VfB Empor Glauchau, dessen erste Fußballmannschaft in der Landesliga Sachsen spielt, sowie der HC Glauchau/Meerane, der 2013 aus dem Zusammenschluss des HSV Glauchau und dem Sächsischen Handballclub Meerane entstand und dessen erste Männermannschaft in der Handball-Oberliga Mitteldeutschland spielt.

### Regelmäßige Veranstaltungen
In Glauchau fand bis 2007 regelmäßig mit dem Woodstage Festival eine Großveranstaltung statt, die Fans der Independent-Kultur aus ganz Deutschland anzog.
Am letzten Sonntag im Oktober veranstaltet die TSG Glauchau e. V. den Glauchauer Herbstlauf, der mit mehr als 2000 Teilnehmern zu den größten Laufveranstaltungen in Sachsen zählt.